# 蛙！小安的奇幻之旅角色列表
《蛙！小安的奇幻之旅》是以馬特·布拉利創造的許多角色為特色的動畫系列。該系列以小安·邦查 (Anne Boonchuy)為中心，她因打開了一個神秘的音樂盒，將自己和她的朋友們傳送到了兩棲動物的世界。小安被普蘭特一家:愛冒險的史哥、活潑的波莉以及聰明的賀伯所收養。他們進行各種冒險，並面臨無數危險。小安的人類朋友包括莎夏和瑪希。大部分節目都圍繞小安與肉疣森林的居民互動，他們起初對她懷有敵意，但慢慢地歡迎她成為其中一分子。
此頁面列出了本節目中出現的角色。以下角色中文譯名以Disney+中文(繁體)字幕版為主。

## 總覽
| 小安·薩維薩·邦查          | 宋布蘭                                        | 〈小安或怪獸？〉     | 主演            | 主演            | 主演            | 主演            |
| 賀伯狄亞「賀伯」·普蘭特   | 比利·法摩爾                                   | 〈小安或怪獸？〉     | 主演            | 主演            | 主演            | 主演            |
| 史哥·普蘭特               | 賈斯汀·費爾賓格                               | 〈小安或怪獸？〉     | 主演            | 主演            | 主演            | 主演            |
| 波莉·佩妮·普蘭特          | 阿曼達·萊頓                                   | 〈小安或怪獸？〉     | 主演            | 主演            | 主演            | 主演            |
| 莎夏·伍茲                 | 安娜·艾卡娜                                   | 〈最好的朋友〉       | 常設            | 主演            | 主演            | 客串            |
| 瑪希·吳                   | 哈利·特魯                                     | 〈最好的朋友〉       | 客串            | 主演            | 主演            | Does not appear |
| 格萊姆隊長                | 特羅伊·貝克                                   | 〈最好的朋友〉       | 常設            | 主演            | 主演            | Does not appear |
| 安卓亞斯·利維坦國王       | 凱斯·大衛                                     | 〈他鄉遇故知〉       | Does not appear | 常設            | 主演            | Does not appear |
| 核心/奧德里奇國王         | 威廉·休斯頓 (奧德里奇的聲音) 哈利·特魯 (達西) | 〈第一座神廟〉       | Does not appear | 客串            | 主演            | Does not appear |
| 肉疣森林居民              |                                               |                      |                 |                 |                 |                 |
| 弗雷德里克·托德斯圖爾市長 | 斯蒂芬·魯特                                   | 〈小安或怪獸？〉     | 常設            | 常設            | 常設            | 常設            |
| 托迪                      | 傑克·麥克布萊爾                               | 〈小安或怪獸？〉     | 常設            | 常設            | 常設            | 常設            |
| 莎蒂·克羅克               | 萊拉·貝爾津                                   | 〈小安或怪獸？〉     | 常設            | 常設            | 常設            | 常設            |
| 瓦力姆「瓦力」·禮比頓     | 詹姆士·派翠克·史都爾                          | 〈小安或怪獸？〉     | 常設            | 常設            | 常設            | 常設            |
| 瘋妹                      | 吉兒·巴特利特                                 | 〈賀伯的百味餐〉     | 常設            | 常設            | 常設            | 常設            |
| 艾薇·桑德魯               | 凱蒂·克勞                                     | 〈約會季〉           | 常設            | 常設            | 常設            | Does not appear |
| 費莉西亞·桑德魯           | 凱特琳·羅布洛克                               | 〈小安或怪獸？〉     | 常設            | 常設            | 常設            | 常設            |
| 席爾薇雅·桑德魯           | 莫娜・馬希爾                                  | 〈舞會〉             | 客串            | 客串            | Does not appear | Does not appear |
| 利奧波德·洛格             | 布萊恩·梅拉德                                 | 〈小安或怪獸？〉     | 常設            | 常設            | 常設            | Does not appear |
| 麵粉先生                  | 凱文·麥可·理查森                              | 〈小安或怪獸？〉     | 常設            | 常設            | 客串            | Does not appear |
| 史托比                    | 約翰·迪·瑪吉歐                                | 〈睡蓮泰式餐廳〉     | 常設            | 常設            | 常設            | Does not appear |
| 溼答答喬                  | 弗瑞德・塔塔薛瑞                              | 〈小安的野外求生〉   | 客串            | 常設            | 客串            | 常設            |
| 阿布斯·達克威             | 凱文·麥當勞                                   | 〈約會季〉           | 常設            | 常設            | 常設            | Does not appear |
| 迷迭香、小薑和薰衣草      | 伊登·里格爾 馬洛·巴克利 米婭·艾倫 艾拉·艾倫   | 〈回家真好〉         | 客串            | 常設            | 客串            | Does not appear |
| 圖媞                      | 艾普爾·溫切爾                                 | 〈女孩聚會〉         | 客串            | 客串            | 客串            | Does not appear |
| 查克                      | 馬特·布拉利                                   | 〈稅金疑雲〉         | 常設            | 常設            | 常設            | Does not appear |
| 岡瑟                      | 克里斯·沙利文                                 | 〈捉小偷〉           | 客串            | 客串            | Does not appear | Does not appear |
| 巴克·皮葉警長             | 詹姆斯·安多米恩                               | 〈女孩聚會〉         | 客串            | 客串            | 客串            | Does not appear |
| 蟾蜍塔居民                |                                               |                      |                 |                 |                 |                 |
| 博格                      | 達林·德·保羅                                  | 〈稅金疑雲〉         | 客串            | 客串            | Does not appear | Does not appear |
| 邁爾                      | 艾普爾·溫切爾                                 | 〈稅金疑雲〉         | 客串            | 客串            | Does not appear | Does not appear |
| 珀西                      | 馬特·瓊斯                                     | 〈脫離監獄〉         | 常設            | 常設            | Does not appear | 客串            |
| 布拉多克                  | 克麗絲滕·約翰斯頓 艾普爾·溫切爾               | 〈脫離監獄〉         | 常設            | 常設            | Does not appear | Does not appear |
| 布福隊長                  | 辻大輔                                        | 〈貝羅聖戰槌〉       | Does not appear | 客串            | Does not appear | Does not appear |
| 比阿特莉克絲隊長          | 艾斯林·貝                                     | 〈貝羅聖戰槌〉       | Does not appear | 客串            | 常設            | Does not appear |
| 奥多隊長                  | 羅恩·塞法斯·瓊斯                              | 〈貝羅聖戰槌〉       | Does not appear | 客串            | Does not appear | Does not appear |
| 蠑托比亞居民              |                                               |                      |                 |                 |                 |                 |
| 尤南將軍                  | 蕾荷拉·扎勒                                   | 〈蟾蜍獵人〉         | Does not appear | 常設            | 常設            | Does not appear |
| 奧利維亞夫人              | 蜜雪兒·道克利                                 | 〈他鄉遇故知〉       | Does not appear | 常設            | 常設            | Does not appear |
| 布蘭森、巴特利和布萊爾    | 山姆·雷格爾                                   | 〈他鄉遇故知〉       | Does not appear | 客串            | 客串            | Does not appear |
| 格蒂                      | 妮可·拜爾                                     | 〈猜謎尋寶記〉       | Does not appear | 客串            | Does not appear | Does not appear |
| 門僮貝拉                  | 克里斯汀·沙爾                                 | 〈普蘭特一家見國王〉 | Does not appear | 客串            | Does not appear | Does not appear |
| 沙爾                      | 莫里斯·拉馬奇                                 | 〈神探賀伯〉         | Does not appear | 客串            | Does not appear | Does not appear |
| 普莉希拉「殺手」·帕多克   | 米絲蒂·李                                     | 〈爭奪茶壺衝衝衝〉   | Does not appear | 客串            | Does not appear | Does not appear |
| 珀爾·帕多克               | 蘿咪・戴姆斯                                  | 〈爭奪茶壺衝衝衝〉   | Does not appear | 客串            | Does not appear | Does not appear |
| 洛杉磯居民                |                                               |                      |                 |                 |                 |                 |
| 邦查太太                  | 安·布拉利                                     | 〈全家釣魚趣〉       | 客串            | 客串            | 主演            | Does not appear |
| 邦查先生                  | 布賴恩·索納拉斯                               | 〈美麗新世界〉       | Does not appear | Does not appear | 主演            | Does not appear |
| 簡博士                    | 阿妮卡·諾尼·羅斯                              | 〈博物館新發現〉     | Does not appear | Does not appear | 常設            | Does not appear |
| 艾莉和傑西                | 梅麗莎·維拉塞諾 達娜·達維斯                   | 〈修好蛙怪機〉       | Does not appear | Does not appear | 常設            | Does not appear |
| 特里                      | 凱特·米庫奇                                   | 〈好想回家去〉       | Does not appear | Does not appear | 常設            | Does not appear |
| X先生                     | 魯保羅                                        | 〈X先生登場〉        | Does not appear | Does not appear | 常設            | Does not appear |
| 羅伯特·奧托               | 布萊德·嘉瑞特                                 | 〈蛙蛙人發威〉       | Does not appear | Does not appear | 客串            | Does not appear |
| 弗里斯博士                | 克莉·桑默                                     | 〈好想回家去〉       | Does not appear | Does not appear | 客串            | Does not appear |
| 瑪姬                      | 伊登·里格爾                                   | 〈大團圓〉           | 客串            | Does not appear | 客串            | Does not appear |
| 加比                      | 潔西卡·麥肯納                                 | 〈美麗新世界〉       | Does not appear | Does not appear | 客串            | Does not appear |
| 奈德                      | 韋恩·奈特                                     | 〈我是自家人〉       | Does not appear | Does not appear | 客串            | Does not appear |
| 莫莉·喬                   | 卡西·輝光                                     | 〈蛙蛙人發威〉       | Does not appear | Does not appear | 常設            | Does not appear |
| 漢弗萊·韋斯特伍德         | 華萊士·肖恩                                   | 〈賀伯出道記"        | Does not appear | Does not appear | 常設            | Does not appear |
| 其他角色                  |                                               |                      |                 |                 |                 |                 |
| 瓦蕾莉亞娜                | 蘇珊·布萊克斯利                               | 〈怪奇市集〉         | 客串            | 客串            | 客串            | Does not appear |
| 崔東尼歐·艾斯帕達         | 馬特·查普曼                                   | 〈戰鬥營〉           | 客串            | Does not appear | 常設            | Does not appear |
| 巴瑞                      | 基思·西爾弗斯坦                               | 〈被詛咒了！〉       | 客串            | Does not appear | 客串            | Does not appear |
| 藥劑師加里                | 托尼·海爾                                     | 〈靈藥陷阱〉         | 客串            | Does not appear | 常設            | Does not appear |
| 帥蛙克倫比                | 馬特·沃格爾 (以大青蛙科米的身份)              | 〈我要做自己〉       | Does not appear | 客串            | Does not appear | Does not appear |
| 龐茲先生                  | 阿歷克斯·赫希                                 | 〈怪奇蠟像博物館"    | Does not appear | 客串            | Does not appear | Does not appear |
| 萊芙 莉莉·普蘭特          | 卡桑德拉·李·莫里斯                            | 〈終極睡衣派對〉     | Does not appear | 客串            | 常設            | Does not appear |
| 貝羅 勇士貝羅             | 傑森·里特                                     | 〈終極睡衣派對〉     | Does not appear | 客串            | 客串            | Does not appear |
| 萊西爾和安格溫            | 萊拉·伯津斯 克里斯·懷爾德                     | 〈吵架者之道〉       | Does not appear | 客串            | 客串            | Does not appear |
| 帕麗西亞                  | 瑞秋·豪斯                                     | 〈搶救奧怪地下城〉   | Does not appear | Does not appear | 客串            | Does not appear |
| 洞螈媽媽                  | 琥碧·戈柏                                     | 〈洞螈之母〉         | Does not appear | Does not appear | 常設            | Does not appear |
| 守護者                    | 查琳·易                                       | 〈最難的事〉         | Does not appear | Does not appear | 客串            | Does not appear |

## 主要角色

### 小安·薩維薩·邦查(Anne Savisa Boonchuy)
一個來自美國加州洛杉磯的13歲泰裔美國人類女孩。她與她的朋友莎夏·伍茲和吳瑪希一起被一個名為災難盒的神奇箱子運送到了奇幻沼澤。她是一個自信而無所畏懼的青少女，具有冒險家的精神。在她抵達時，她弄丟了她右腳的鞋子。在叢林中生活了一段時間後，她被史哥·普蘭特發現，並很快與他成為朋友。她被肉疣森林其餘的青蛙發現時，他們並不情願地讓她和待在這裡。雖然起初在肉疣森林讓小安有點焦慮，但她意識到他們想要照顧她，並儘最大努力取悅他們，尤其是與她有很多共同點的史哥。 她住在普蘭特家容易被洪水淹沒的地下室。
在第一季的過程中，小安多次表現出思鄉的情懷，並將她的愛好呈現給在普蘭一家，比如她對披薩的熱愛、她的寵物貓多米諾、 她的電視習慣、 她對「配對」的痴迷、 她在餐館工作的能力和她的舞蹈實力。隨著時間的推移，小安逐漸愛普蘭特家的成員如同自己的家人一般、不希望他們受到任何傷害，儘管她有時會故意操縱他們以獲得她想要的東西。 而雖然肉疣森林居民起初公開嘲笑她，但在她保護他們免受因為市長欺騙而討債的收稅蟾蜍傷害後，他們慢慢對她產生了好感並接受了她。 在肉疣森林居民為她舉行慶祝活動後，小安與莎夏團聚，她得知莎夏與蟾蜍塔的戰士結盟。小安最終意識到，莎夏在他們的友誼中一直在操縱她，並被迫與莎夏戰鬥。後來兩人們分開了，小安因莎夏的離去而心煩意亂，但承諾將來會和她好好相處。
在第二季中，小安和普蘭特一家離開肉疣森林尋找小安如何來到兩棲動物以及她如何回來的答案。他們到達了蠑托比亞，小安並與瑪希幸福地重逢。由於瑪希的笨拙，小安原先試著向在家鄉一樣奮力保護她，但之後也了解到瑪西可以照顧自己。小安也證實有點嫉妒瑪希的聰明才智，但在意識到自己善於社交、兩人各有千秋的技能釋懷。在蠑托比亞時，小安提到了她最想念自己的母親，並且比世界上其他任何事情都更想和她在一起的事實。在莎夏回歸後，小安和瑪希一起接受了，即使莎夏真心的關心他們，但她確實在一定程度上不重視她們的意見，但是無論如何，她們都會將莎夏找回來。在發現災難盒失去了能量並且需要重新充電（它被留在了肉疣森林）後，小安對於普蘭特一家變得十分悲傷。在發現此情況後，瑪希讓小安和普蘭特一家一起回去，取回災難盒後在第一座寺廟見面。回到肉疣森林後，小安透露在母親的堅持下，自己是一名泰拳的練習者。她發現賀伯對她說謊關於災難盒並變得憤怒。當她得知賀伯的恐懼與史哥和波莉的父母死亡有關時，選擇原諒了他，但她承認自己需要時間。 後來她成功完成了第二座寺廟的考驗，不僅承認自己不誠實，比如謊稱關於偷了災難箱的事，還證明了她面對危險的勇氣。然而，她只為她的寶石充電了一部分，由於她眼睛中的藍色調還沒有被完全過濾掉，她的寶石開始閃爍。 之後，她與莎夏團聚，儘管自己不情願地接受了她在第三座寺廟的幫助。當小安發現安卓亞斯對災難盒的真正意圖時，她決心阻止他，並釋放出她內在的藍色能量，讓她能夠反擊。她與普蘭特一家和Frobo的頭一起回到了洛杉磯的家。
在第三季中，小安很高興地與她的父母團聚，並向他們介紹了普蘭特一家。她的父母注意到她已經顯著成熟，並且對他們為她所做的事情表現出更好的感激之情。她甚至在返回地球時改變了她的服裝。在試圖抵擋安卓亞斯派來的斗篷機器人時，小安意識到她體內仍然有藍色寶石能量，儘管因為它會讓她筋疲力盡，而決定停止使用它。她最終向自己父母坦白了她回來的原因和方法，雖然他們對她隱瞞信息感到不滿，但他們意識到她正在努力保護他們和普蘭特一家。在〈青蛙小聖誕節〉中，小安匿名寫信給瑪希和莎夏的父母，承諾會帶他們安全回家。返回肉疣森林後，小安開心地見到莎夏及成立的軍隊，亦讓她當領袖，初時認為莎夏在操縱她，讓她當領袖下炸掉安卓亞的工廠，後己知道莎夏因為早前損壞友誼的事不願當領袖而自己跳入蛇口。她在此知道莎夏開始做對的東西。但自己再因為又丟失了右鞋而煩惱。小安了解莎夏因瑪希的事而生她的氣，不過如賀伯災難盒的謊言而希望莎夏能夠原諒瑪希。最後知道自己是誰及想做的東西，和安卓亞斯對抗及成功打擊安卓亞斯。惟看到紅月球慢慢地靠近過來。
小安，莎夏及瑪希看到月亮靠近時，三人立刻充滿災難盒的能力，不過因莎夏及瑪希沒有如小安一樣多次使用而先送莎夏及瑪希回地球，再自己打敗核心，不過犠牲了自己的生命，但之後被寶石守衛以另一個人體下返回地球。離開前，跟普蘭特一家説出最後的再見，小安也給史哥她的手機記憶她。十年後，小安成為兩棲爬蟲動物學者，並在太平洋水族館工作，同時收養有一隻稱為史哥的青蛙。

### 史哥·普蘭特(Sprig Weed Plantar)
史哥·普蘭特是一隻11歲的粉紅箭毒蛙，也是小安最好的朋友。 他是一個非常喜歡冒險和精力充沛的青蛙孩子，這兩種品質都可以讓他冒險和陷入困境。儘管他有時會粗心大意，但他對朋友和家人完全忠誠，最終會做正確的事。同時暗示史哥患有ADHD，因為他承認自己注意力不足。 他是第一個與小安交朋友並表現出最多同情心的人，面對她的困境，他不得不說服賀伯接納她。儘管與小安關係密切，但他仍然更喜歡自己的私人空間，並承認他沒有對她產生了愛意。雖然他可能與賀伯不和，但史哥確實很關心他，喜歡和他共度私人時光。史哥同時與波莉有著典型的兄弟姐妹競爭，可是也會保護她。在第一季初期，史哥與令人毛骨悚然的瘋妹陷入包辦婚姻。雖然他對這件事保持忠誠，但他們兩個最終打破了誓言，他卻意識到瘋妹個性也很酷。他實際上和他從小就認識的艾薇·桑德魯發展了更密切的關係。他起初視她為朋友，但慢慢地愛上了她，並試圖打動她。他們最終在第一季尾時成為情侶。當莎夏回來並推動她對小安的影響時，史哥為她挺身而出，英勇地告訴她小安應該得到更好的，而且她對小安來說是一個糟糕的朋友。
在第二季中，史哥和他的家人與小安一起前往蠑托比亞尋找有關災難盒的線索。在路上，史哥展示了他教給小安的自然狩獵技能，以及完美的聲音模仿。到達蠑托比亞後，他們遇到了小安的另一位朋友瑪希，史哥因過去與莎夏的會面，而對她產生了高度懷疑，並盡力保護小安。他最終接受瑪希為朋友。 史哥也顯示出一定程度的聰明，因為儘管他的年齡很大，但他立即被蠑托比亞大學錄取。由於巨大的壓力，他幾乎馬上就輟學了。 在〈爭奪茶壺衝衝衝〉中，他告訴小安他不記得他的媽媽，因為那時他太小了，這件事讓他和小安走得更近。 在他回到肉疣森林後，他開始公開與艾薇·桑德魯約會。 在第二季的結局中，他和他的家人陪小安回到她在洛杉磯的家。
在第三季中，當小安被送回洛杉磯時，史哥和他的家人陪伴了她。 他變得特別痴迷於被視為邦查一分子，因為小安被認定是普蘭特一家的。他也證明自己是一個天生的藤球高手。他在〈史哥的生日〉中年滿11歲，並進一步透露他的標誌性帽子是他的父母給他的。有一次，他試圖成為一個名叫「蛙俠」的超級英雄（模仿蜘蛛俠），但當他意識到自己只是在尋求關注時便放棄了。史哥最終與小安和他的家人一起返回兩棲世界。 他恢復了與艾薇的關係，這讓每個人都很惱火，但當他們兩人差點毀掉一項任務時，他們決定把它拉回來一點。 他還克服了對麈塵的偏見，並開始接受他的戰鬥建議。 當史哥讀到一封來自萊夫的信時，他在擊敗安卓亞斯的過程中發揮了重要作用，這足以讓他流淚。
當小安從核心中拯救兩棲世界時，史哥最終接受了小安將永遠離開的事實。在她永遠離開之前，他與她進行了最後的告別。在尾聲片段中，史哥立志成為一名冒險家，準備與艾薇一起前往新大陸。

### 賀伯·普蘭特
賀伯狄亞「賀伯」·普蘭特 是史哥和波莉的68歲傳統嚴格的橙色祖父，也是小安的養祖父。 他非常保護他的孫子孫女，由於小安的奇怪身體結構而不確定是否要接納她。然而，當她承認不小心折斷了他的手杖時，他學會了歡迎她。賀伯很容易陷入他的死板方法。當他意識到他與小安在性格方面有很多共同點時，他最終與小安建立了聯繫。他對孩子們也相當專橫，但當史哥給他帶來謙遜時，他學會了開放，也學會了投機取巧。他對將小安和她的朋友們帶到兩棲世界的音樂盒-災難盒非常了解，但由於其危險的起源，假裝對此一無所知。在
化為一個名為“破壞者”的甲蟲賽車手之後，他將它埋在了他的前院草坪上以防止任何危險出現，並且在從之後一直把它藏起來不讓小安發現。奇怪的是，他完全沒有意識到普蘭特家族有著身為冒險家和探險家的悠久歷史，但似乎並沒有因為學習而煩惱。賀伯對他的孫子孫女的愛是平等的，儘管史哥對他來說可能比波莉更麻煩。他與艾薇·桑德魯的祖母和費莉西亞·桑德魯的母親席爾薇雅·桑德魯有著長期的互惠愛情，後者在回到肉疣森林後恢復了與他的關係。在第一季中，賀伯努力維持持自己的水果攤的營運，當他無法償還債務時，無法營運下去，導致他失業。 他通過競選市長，與市長托德斯圖爾對抗制度，但當他未能得到到肉疣森林以外居民的支持便輸了。然而，肉疣森林沼澤的市民們為他建造了一個新的水果攤以表示他們對他的支持。據透露，他的努力已被蟾蜍塔的蟾蜍視為威脅，他們試圖處決他，但失敗了。
在第二季中，賀伯帶領小安和普蘭特一家乘坐“家旅車”（家庭旅行車的縮寫）前往蠑托比亞，並將他們的房子交給查克照顧。他選擇留下災難盒，謊稱他有一個朋友正在檢查它。在路上，賀伯表現出一種英雄的態度 和進一步陶醉於他作為演員的失敗背景，儘管後來因為與所參與劇團犯罪而失敗，仍短暫實現這個夢想。在蠑托比亞期間，當他意識到自己還沒有為史哥離開做好準備時，他短暫地陷入了認同危機，並從一位名叫Sal的老朋友那裡學會他需要擁抱變化和未來。小安及後發現賀伯一直在對她撒謊關於災難盒的事。他很快向她透露，他害怕失去史哥和波莉，就像幾年前他旅遊外出時一樣，他們的父母被蒼鷺殺死，他責備自己沒有在那裡保護他們。小安原諒他試圖把盒子藏起來，他同意幫助她繼續尋找回家的方法。在第二季的最後一集中，賀伯陪著小安和他的孫子孫女一起回到了洛杉磯。
在第三季中，當小安被送回洛杉磯時，賀伯和他的家人陪伴她。他開始將他們在小安世界中的時間視為重要，並且不想被視為不重要或利用邦查一家。他發現自己善長於孔劇。並與一位長得像他的有抱負的老年演員漢弗萊·韋斯特伍德成為朋友。 賀伯後來與小安和他的家人一起返回兩棲世界。當安卓亞斯開始入侵時，他和他的家人最終返回地球。在此期間，他遇到了兩隻精神控制的蒼鷺，它們恰好是殺死他家人的同一批蒼鷺。在小安的幫助下，他克服了這個問題，並在史哥和波莉的幫助下馴服了它們。
在小安拯救兩棲世界並與莎夏和瑪希一起回家後，賀伯繼續從事園藝工作，現在加入加州牛油果生意，他還與席爾薇雅·桑德魯發展關係。
為賀伯配音的比利·法摩爾將該角色命名為他最喜歡的角色之一。他還認為，由於是原創角色，與其他其曾飾演過的角色(例如高飛)相比，他對賀伯的表演有更大的創造性。

### 波莉·普蘭特
波莉·佩妮·普蘭特是史哥外向無畏的蝌蚪妹妹。她喜歡冒險、怪物和與家人一起玩樂。年紀雖小，卻有著一顆探索者的心。見到小安後，波莉對她不是一個兇猛的怪物這一事實感到失望。儘管表現出與此相反的能力，但波莉在第一季的大部分時間裡都是一個漫畫陪襯，同時被視為一個無助的孩子。她是個吐啖專家，不喜歡將自己置於典型的“少女”角色中。她還具有不同尋常的能力，可以發出一種她稱之為“唱歌”的強大尖叫聲。 她認為浪漫是粗俗的並且喜歡通過展示她的可愛來負責。 然而，波莉也會害怕可怕的東西，以及不喜歡獨處。另外，她還需要從危險中拯救出來，因為她的體型足夠小，可以被掠食者保護。她曾經聲稱她一生差點被吃過八次，已經對此“很期待”。 然而，她是不可忽視的主要力量，多次小安和她的家人擺脫了嚴重的衝突，她有着絕對的決心和驚人的實力。
在第二季中，波莉、她的家人和小安前往蠑托比亞尋找災難盒的答案。在路上，她擔心自己因為年紀太小而被視為討厭鬼，但意識到她的家人無條件地愛著她。她還被證明具有導電能力， 並具有完美的聲音模仿能力。到達蠑托比亞後，波莉從小安的朋友瑪希那裡得知她會在兩個月的時間內長出腿。她還試圖通過和小安一起出去玩來拉近她的距離，儘管他們慣常最終給每個人帶來了麻煩。史哥透露，波莉從未見過他們的母親，因為她那時候實在太小了，沒能認識她。 回到肉疣森林後，波莉找到了機器青蛙機器娃，並第一次嚐到了責任的滋味。在第二季的最後一集中，波莉終於長出了她的雙腿，即使它們還很渺小，並陪伴小安回到了她在洛杉磯的家中。
在第三季中，在小安被送回洛杉磯時，波莉和她的家人也跟隨過來。據透露，在觀看了許多泰國浪漫喜劇之後，她已經學會了流利的泰語。她試圖重建蛙怪機，但最終只能成功地讓他的頭復活。不過，在科技女的幫助下，她也學會了機器人和電子學方面的知識。波莉最終與小安和她的家人一起返回兩棲世界。後來她利用她新發現的電子技能重建和升級機器娃。
在小安拯救兩棲世界並與莎夏和瑪希一起回家後，波莉立即長出了一縷頭髮。一段時間後，波莉最終變成了一隻完整的青蛙，儘管她仍然缺少熟悉的青蛙鼻子。

### 莎夏·伊莉莎白·伍茲(Sasha Elizabeth Waybright)
莎夏·伊莉莎白·伍茲是小安和瑪希的人類朋友，在來到奇幻沼澤後被格萊姆俘虜，但是在戰鬥中證明了自己的實力後，成為了他的新副手。受到父母離婚影響，莎夏不喜歡孤獨，並透過操縱的方式技擊朋友，不過儘管工於心計又專橫，她也確實關心她的朋友們。在被格萊姆和蟾蜍俘虜後，莎夏利用她的說服能力讓蟾蜍變得友好並為她服務。當他們的塔被一對巨大的蒼鷺襲擊時，莎夏說服格萊姆接受她的建議，以便他們能夠在戰鬥中擊敗蒼鷺。對結果感到滿意的格萊姆任命莎夏為中尉，她希望利用這個職位找到她的朋友。她最終在〈年度小安〉結束時與小安重聚，並揭露了她與蟾蜍建立聯繫，邀請所有肉疣森林居民到蟾蜍塔參加慶祝宴會。雖然莎夏很高興與小安重聚，但是她透露了邀請肉疣森林居民到塔樓的真正動機：由於賀伯無意間成為革命象徵，蟾蜍決定要處決他，隨後小安與莎夏進行決鬥、以確定賀伯的命運。儘管最初佔了上風，但在小安決定徹底挺身而出時，莎夏落敗了，並在她的右臉頰留下了永久的傷痕。當塔被獨眼沃利的爆炸蘑菇摧毀時，莎夏從一些搖搖欲墜的磚石上掉下來，幸運地被小安險些救了出來。然而，她意識到自己確實是一個糟糕的朋友，心甘情願地放手墜落，卻被格萊姆救了。
在第二季顯示，在一段時間後，莎夏試圖維護格萊姆的聲譽。對他現在懶惰和沒有動力感到憤怒。在與尤南將軍作戰時，莎夏承認她不想失去格萊姆，因為他是她唯一的朋友，導致格萊姆推斷莎夏想念小安，並自覺認為已經永久地破壞了與她的友誼。擊敗尤南後，兩人決定武力佔領蠑托比亞。她幫助格萊姆取回Barrel的戰鎚，向其他蟾蜍隊長證明了自己的價值。過程中她承認她在得知小安和瑪希已經合作後，她想證明自己她可以在沒有他們的情況下獨自完成任務。然而，在這個過程中，格萊姆剩下的下屬Percy和Braddock認為她變得過於苛刻，便失去了他們。莎夏和格萊姆後來與小安、瑪希和普蘭特一家團聚，聲稱自己已經改變並想提供幫助。她幫助完成了第三個神廟，並為最後一顆寶石充電，同時失去了她眼中的粉紅色。儘管在小安和瑪希眼中自己已經救贖了，她和格萊姆仍在繼續他們的計劃，卻對此感到後悔。因為不知道如果該計劃得以實施，自己跟小安和瑪希的關係會產生怎樣的影響。儘管如此，她否認在與格萊姆交談時有任何傷感，但當小安和瑪希提起她過去的罪行時，她發脾氣。她承認雖然自己可能還沒有改變，但她的朋友們已經並且必須學會應對這一點。當她、小安和瑪希重組她們的車庫樂隊時，她也學會了減少控制力和給予更多的支持。 她和格萊姆試圖實施她的計劃，但當發現安卓亞斯對兩棲世界有險惡的計劃已經為時已晚，並試圖阻止他。她幫助小安逃回洛杉磯，而她則留在兩棲世界幫助格萊姆對抗安卓亞斯。
莎夏最終和格萊姆一起逃到了肉疣森林，在那裡她開始意識到她的行為導致瑪希受了重傷。她找到了小安的日記，並因發現小安如此珍惜他們的友誼而感動，決定改過自新，帶領肉疣森林居民與安卓亞斯作戰。在小安傳送到洛杉磯和返回沃特伍德之間，莎夏成為了對抗安卓亞斯的抵抗領袖。莎夏擔心自己會再次破壞與小安的友誼，因此試圖將指揮職責交給她，但事實證明她不擅長這一點。小安最終透露，她重新燃起了信心，相信自己會做正確的事，莎夏再次掌管一切。莎夏還決定她和小安將共同領導抵抗運動，她們都發誓要從安卓亞斯手中救出瑪希。她與肉疣森居市民的關係已經大大改善，儘管她承認她必須與他們一起做出艱難的決定。莎夏承認她對瑪希讓他們陷入現在的處境感到不安，但小安告訴她，她需要學會原諒，就像小安對待她一樣。多虧了這一點，莎夏克服了她的過去，並將瑪希從核心的控制中解放出來。
莎夏最終被賦予了粉紅寶石的力量來幫助擊敗核心，但她不得不將其交給小安，這樣她就可以自己擊敗它。離開前，她與格萊姆深情道別。十年後，莎夏獲得了心理學學位，並成為一名兒童同伴輔導員，但她仍然保持著堅韌和堅定的精神。
雖然節目中只是暗示而非直接說明，但馬特·布拉利證實莎夏是雙性戀。

### 格萊姆恩提「格萊姆」隊長(Captain Grimothy "Grime")
格萊姆是一隻巨大的、獨眼的海蟾蜍，他是蟾蜍塔的前任統治者。在劇集的早期，他抓住了莎夏，並在向她展示小安丟失的鞋子後認為她是間諜。雖然格萊姆本人令人生畏，但他的軍隊卻完全相反，全是一群懦夫，他們寧願做任何事情也不想在他征服的土地擔任他無情的守衛。當幾隻巨型蒼鷺繼續攻擊蟾蜍塔時，他與他的前囚犯莎夏近乎不可能地結盟，莎夏說服他多包容自己的手下，並讓自己更加積極、振奮人心。在蟾蜍成功擊敗蒼鷺後，格萊姆意識到莎夏的價值並將她任命為他的副官。一段時間後，格萊姆帶領他的軍隊在肉疣森林捕獲青蛙，因為賀伯參選試圖取代毒菌市長導致青蛙群的叛變，因此計劃殺死賀伯。在他的建議下，小安和莎夏展開了一場戰鬥，最終以蟾蜍塔的毀滅而告終。格萊姆救了莎夏，表示他真的關心她，然後和其餘的蟾蜍一起離開了。
在第二季的時間點，格萊姆失去了大部分軍隊，只剩下珀西、布拉多克和莎夏願意跟隨他，他變得一個懶惰、沒有動力，把時間花在莎夏的手機上，並且被蠑托比亞政府定為叛徒，成為尤南將軍追捕的通緝犯。然而，莎夏啟發他、召集一支新的軍隊來接管蠑托比亞，激勵他重拾昔日的輝煌。他向包括他的妹妹貝婭特麗克絲在內的其他蟾蜍領袖發出請求，領導一場蟾蜍軍隊起義對抗安卓亞斯國王，並通過讓自己和莎夏成功取回貝洛爾的戰鎚來證明自己的價值。他們與小安、瑪希和普蘭特一起完成了第三座神殿的考驗。而當莎夏似乎終於被她的朋友們接受了，格萊姆堅持他們繼續實行他們的計劃。他和莎夏在肉疣森林的期間，寄宿在桑德魯家，並顯示了格萊姆較為頑皮、幽默的一面，以及他對豎琴演奏的精通，能夠演奏優美的旋律。儘管如此，他仍試圖篡奪安卓亞斯國王對兩棲世界的統治，但發現他對這片土地已經有了險惡的動機。格萊姆最終幫助小安逃回了洛杉磯。
格萊姆和莎夏後來逃到肉疣森林以逃離安卓亞斯。他計劃繼續逃亡並與其他蟾蜍會合，但被莎夏勸服、留下來保衛肉疣森林，最終接受她的帶領。他很快就被迫訓練史哥，雖然一開始對此感到惱火，但在他們擊退了一群鬣蜂（鬣狗/蜜蜂混合種族）之後，他也開始承認他的技能並開始尊重他。在與安卓亞斯的最後一場戰鬥中，格萊姆在保護莎夏時被達西砍掉了左臂，但他設法活了下來。
小安拯救兩棲世界後，格萊姆含淚與莎夏告別，然後她與小安和瑪希一起永久返回地球。在尾聲中，格萊姆成為探索者和和平代表與兩棲世界的其他種族一起工作。

### 瑪希·雷吉娜·吳(Marcy Regina Wu)
瑪希·雷吉娜·吳是莎夏和小安的另一個人類朋友，她在小安生日那天在一家商店裡發現了災難盒，她也被傳送到了兩棲世界。她是三人組的大腦，動作笨拙、但卻是優秀的遊戲玩家。當她、小安和莎夏到達兩棲世界時，她發現自己來到了蠑托比亞，在那裡她被當地居民接納並成為安卓亞斯國王的首席顧問和皇家遊俠。和他們相處了幾個月後，她很高興地與小安團聚，並首次被介紹給普蘭特一家。很明顯，雖然她仍然笨手笨腳，但瑪希變得更加喜歡冒險，能夠照顧好自己，同時也擴展了她對兩棲世界文化和解剖學的了解。然而，她承認她嫉妒小安能與她遇到的每個人交流的能力。瑪希花了一半時間研究災難盒，以便她、小安和莎夏可以回家。瑪希和小安開始接受儘管莎夏真的很關心她們，她卻看不起她們的事實。可是她們仍然想念她，並希望與她重聚以解決問題。瑪希最終不得不留在蠑托比亞，而小安和普蘭特一冢返回肉疣森林取回災難盒。然而，安卓亞斯向她提出了一個建議方案。她到達肉疣森林幫助小安和普蘭特為災難盒上的第一顆寶石充電。在這段時間裡，她開始意識到她有一個問題，即不承認她周圍的困難，並自願放棄其中一項挑戰。這使用他們最終通過考驗，成功地為寶石充電，瑪希的眼睛明顯失去了綠色調。之後，她開始住在普蘭特家外面的馬車裡，開始體驗小安第一次來到肉疣森林時受到同樣的排外待遇，當波莉僅僅因為她跟隨別人而對她不好時，她變得更加失望。由於跟麥迪麵粉擁有興趣，他們之間變得親近 瑪希幫助完成了第三座神殿，在那裡她與莎夏愉快地重聚。在第二季的結局中，透露瑪希一直以來知道災難盒的能力。在得知父母要搬家後，她害怕自己孤單一人，並操弄莎夏和小安從舊貨店偷走盒子，希望被運送到另一個世界可以讓她們永遠在一起。當安卓亞斯國王揭露他的險惡動機時，她幫助她的朋友們對抗他。瑪希試圖透過讓盒子創建一個傳送門來彌補自己的過錯，但在試圖通過時，她被安卓亞斯刺穿了軀幹。
瑪希的身體被放置在一個懸浮水缸和一套特殊的裝備中，以幫助她恢復健康，以便安卓亞斯國王可以進一步利用她。。後來她被奧利維亞夫人和尤南將軍救了出來，來幫助推翻讓她發瘋的安卓亞斯國王。然而，她立即再次被抓獲，並被用作容器來容納一個名為核心的實體，它將自己上傳到與瑪希裝備兼容的多眼頭盔中。在這種新形式中，她被稱為達西。
她再次出現在〈青蛙小聖誕節〉中，她的身體仍然被核心操縱，嘲笑安卓亞斯摧毀小安的努力，但他向他的主人保證，他的軍隊將有足夠的能力最終殺死小安和他的其他敵人。瑪希之後被轉移至由核心製造的幻想世界生活，同時跟莎夏和小安可長期留下來，不過意識到幻想世界是虛構而拒絕，莎夏之後釋放瑪希，了解搬家的事後令友誼關係更強。
瑪希跟三人獲得寶石能力以打敗核心，但因能力用盡而轉讓小安。並跟奧利維亞夫人和尤南加安卓亞斯道別。十年後，瑪希入職電子漫畫插畫師。

### 安卓亞斯·利維坦國王(Andrias Leviathan)
安卓亞斯·利維坦國王是一個高聳的巨型蠑螈，他是兩棲世界的國王。雖然看起來是一個輕鬆、友善的統治者，但他似乎正在策劃一些涉及小安、莎夏和瑪希的事情。他喜歡猜謎，他有個讓瑪希經歷了一系列的謎題，只是為了給她一個簡單的信息的嗜好。第一次見面時，他顯得嬉鬧、而相當開心，這讓他的顧問奧利維亞女士感到不安。他接受了許多人類習俗和文化，例如拳頭碰撞。在瑪希告訴了他關於小安的一切，他很高興第一次見到她，並提供普蘭特家族他的皇家信用卡以供其在蠑托比亞的開支。在小安和普蘭特一家逗留的大部分時間裡，他繼續和瑪希一起研究災難盒。當他們離開蠑托比亞去取回災難盒時，他神秘地向瑪希提出了一個建議方案。後來透露，小安、瑪希和普蘭特一家的任務涉及撤銷一個預言，以便安卓亞斯和他的神秘主人，一個巨大的多眼怪物，可以進行未知的複仇。在打斷了優能將軍的報告後，他向他的主人匯報了進展情況，蛤蟆領主和格萊姆的會議仍然逍遙法外。 在第二季的結局中，安卓亞斯國王揭露了他邪惡、和渴望權力的本性，並揭露，在許多年前，蠑托比亞是一座繁華的城市，但隨著天災箱的消失，它失去了輝煌，而他想要這個盒子不是為了知識，而是為了征服其他世界。隨後，他與小安和她的朋友們戰鬥，然後目睹了她使用藍色寶石的力量進行反擊。小安和普蘭特一家通過傳送門逃回洛杉磯時，安卓亞斯刺穿了瑪希的軀幹，並說：「現在看看你讓我做了什麼！」
在第三季中，安卓亞斯國王讓瑪希在一個懸浮水缸中復原，並密謀殺死唯一能夠破壞他計劃的小安。他首先派了一個名為隱匿機器人的青蛙機器人來完成這項工作，並順便獲得了瑪希讓他著迷的小說系列的最新續集。並且在得知隱匿機器人沒有成功殺死小安時顯得不月，而且在進一步得知當他想要的小說第2冊售罄時、因此它取得了小說系列的第3冊時，安卓亞斯國王啟動了隱匿機器人的自我毀滅倒數計時器，讓它在二十四小時之內、自爆之前殺死小安。安卓亞斯展示了他的主人就是即他通過王冠與之交流的「核心」，並說明，苔蘚人的治療特性，他使用了苔蘚人的DNA，加上對暗影魚的研究，使古人能夠超越死亡，從而將其保存在核心中。在它的指揮下，安卓亞斯使用瑪希作為容器將核心容納在她體內，儘管他真的很喜歡這個人類女孩，甚至對自己的行為表現出某種悔恨，請求核心重新考慮選擇宿主。在〈青蛙小聖誕〉中，他成功地將自己的軍隊發展到了不可思議的規模，並派出了一架遙控無人機來彌補斗篷機器人的失敗。在〈核心與國王〉中，透露安卓亞斯曾經有兩個朋友，分別是蟾蜍貝洛爾(Barrel)和青蛙萊芙(Leaf)，並暗示他愛上了後者。當萊芙警告他關於災難盒可能帶來的世界末日時，安卓亞斯的父親奧德里奇讓他相信她是叛徒，於是萊芙逃脫了，安卓亞斯認為自己被背叛了，並損害了他與貝洛爾的友誼。安卓亞斯和達西很快開始入侵地球，在此期間，史哥向他展示了萊芙寫的一封信。她對他的真實感情削弱了他戰鬥的決心，並說服他讓小安在戰鬥中擊敗他；在被小安擊傷後揭露，安卓亞斯為了延長壽命而進行了身體改造、是一個生化人。安卓亞斯落敗後後被帶回奇幻沼澤。
安卓亞斯最終擊敗了他父親的影響力，摧毀了他的王冠，並派遣他的青蛙機器人幫助小安、莎夏和瑪希擊敗了核心。他與瑪希深情告別。為他的行為悔改。在尾聲中，安卓亞斯的視力和身體開始惡化，他選擇不再繼續維持他的機器人身體，並在園藝青蛙機器人的幫助下開始從事園藝。

### 核心(Core)
核心是安卓亞斯國王所效忠的對象。核心的外觀是一個巨大的機械圓球，上面有序多隻橘紅色的眼睛。它是由奇幻沼澤最偉大思想的集體保存的記憶組成的人工智能。當瑪希被復活時，安卓亞斯在未能讓核心重新考慮其對宿主的選擇後，使用她作為宿主。
在和馬西融合之後，核心自稱為「達西」(Darcy)，也就是暗黑瑪西(Dark Marcy)的縮寫。達西之後出現在「青蛙小聖誕節」的劇集中，嘲笑安卓亞斯摧毀小安的努力，稱他「可悲」，但後者向他保證他的軍隊將入侵地球並一勞永逸地摧毀他的敵人。核心開始模仿瑪希的一些性格怪癖和興趣。此外，據透露，它是一台複雜的計算機，其中包含安卓亞斯祖先的記憶，包括他的父親奧德里奇國王，因為它開始用他的聲音說話。 後來透露，儘管它知識淵博就像電影《術士之戰》中的策略一樣，達西對災厄之盒還不太了解；小安用這個事實來挽救自己的生命。在〈結束的開始〉的結尾，達西發起了對地球的入侵。 達西與莎夏和格萊姆面對面；結果他們砍下了格萊姆的左手臂，並在莎夏的背部開了一個大口子。儘管遭到嘲笑，莎夏還是通過切斷達西的神經連接殺死了達西，並釋放了瑪希。然而，頭盔長出了腿並逃跑了。它把自己附著在月球上（蠑螈過去曾在月球上進行過實驗）並試圖墜入行星，因它拒絕被擊敗。在小安吸收了所有三顆寶石的力量後，核心最終被小安摧毀。

## 次要角色

### 肉疣森林居民
以下角色是肉疣森林的居民：
- 貝西 

配音：迪·布莱德里·貝克 (提供聲音效果)（美國）；黃天佑（台灣）
一隻巨大的蝸牛，作為普蘭特家族的交通工具。在“小安盜竊汽車”中透露，賀伯贏得了貝西，以確定誰可以留住她。在同一集中，小安學會了開車。她非常有愛心，並且對蘑菇有濃厚的興趣。到第2季時，貝西駕駛著普蘭特一家的蛙蛙車在他們前往蠑托比亞期間騎車。回來後，她開始扮演小開朗基羅的母親形象。儘管他們是各自獨立的物種，但她在尾聲中被透露與喬·斯派羅交配並生下了擁有蝸牛殼的後代。
- - 小開朗基羅 (英語：MicroAngelo)

配音：迪·布莱德里·貝克 (提供聲音效果)（美國）
一隻小蝸牛，普蘭特一家在蠑托比亞時收養了它。他變得接近貝西。
- 弗雷德里克·托德斯圖爾市長 (英語：Mayor Frodrick Toadstool)

配音：斯蒂芬·魯特（美國）；陳幼文（台灣）；趙錦標（香港）
一位蟾蜍人，他是肉疣森林腐敗、奸詐、貪婪和傲慢的市長。他有提高任何東西的稅收的傾向。他傾向於利用小安作為提升自己形象的機會。儘管他有缺點，但他可以做一些好事，甚至為了更大的利益做一些意想不到的事情，儘管他承認他只是願意然而在這些事件之後，他對肉疣森林的人民變得更加溫和，並成為對他們更負責任的市長，即使他仍然表現出一些腐敗傾向。在尾聲中，他已經從市長職務中退休，現在協助新任市長托迪。
- 托迪 

配音：傑克·麥克布萊爾（美國）；鈕凱暘，江志倫(第三季)（台灣）；劉達斌（香港）
一隻小青蛙，是托德斯圖爾市長的忠實助手。他開始學習更加獨立於他。在尾聲中，托迪在托德斯圖爾的支持下成為肉疣森林市長。
- 巴克·皮葉 (英語：Buck Leatherleaf)

配音：詹姆斯·安多米恩（美國）
執行秋序的肉疣森林治安官。
- 瓦力姆「沃利」·禮比頓 (英語：Walliam "One-Eyed Wally" Ribbiton)

配音：詹姆士·派翠克·史都爾（美國）；江志倫（台灣）；陳浩鈿（香港）
本地流浪漢，獨眼，只穿一隻鞋，演奏毛毛蟲形手風琴。小安最初對他不屑一顧，但後來接受了他的怪癖。他來自一個禮比頓谷的一個富裕家庭，但他想過上他父親不得不接受的流浪生活。只有小安和普蘭特一家知道他的雙重生活。他也顯示出自己有泰拳的天賦。
- 莎蒂·克羅克 (英語：Sadie Croaker)

配音：萊拉·貝爾津（美國）；馮嘉德（台灣）；王慧珠（香港）
一位左眼患有白內障的老婦人。她經營「克羅克乳製品」，以銷售乳製品維生。莎蒂對賀伯有一定的敬意，然而具有諷刺意味的是，她不喜歡史哥，即使她正在努力改變。薩迪也是位前秘密特工。在尾聲中，莎蒂購買了瘋妹的一瓶藥劑。
- - 亞奇 

配音：迪·布莱德里·貝克 (提供聲音效果)（美國）
莎蒂的寵物蜘蛛。
- 費莉西亞·桑德魯 (英語：Felicia Sundew)

配音：凱特琳·羅布洛克（美國）；馮嘉德（台灣）；周奕勤（香港）
桑德魯先生的妻子，艾薇的母親，席爾薇雅的女兒，“費莉西亞的茶專櫃”的老闆，以及桑德魯家族的成員。她的女兒愛上史哥，並且對普蘭特一家普遍感到有些惱火，但很快就開始尊重他們。她對她的餐廳和女兒有著深深的愛，據透露，她曾經是一名冒險家，希望有一天能帶上艾薇。正因為如此，她精通泰拳，或者至少是類似的東西。
- 席爾薇雅·桑德魯 (英語：Sylvia Sundew)

配音：莫娜・馬希爾（美國）
費莉西亞·桑德的母親，艾薇的祖母，賀伯的情人，桑德魯的家庭成員。她一直對賀伯懷有感情，因為她“喜歡奇怪的人”。她被認為是榮譽普蘭特。在尾聲中，暗示席爾薇雅與賀伯發展關係，並在他家裡與他一起放鬆。
- 艾薇·桑德魯 (英語：Ivy Sundew)

配音：凱蒂·克勞（美國）；雷碧文（台灣）；王慧珠（香港）
費莉西亞和某隻青蛙的女兒，席爾薇雅的孫女，史哥的青梅竹馬，桑德魯家族的成員。她一開始被迫在舞會上對史哥以傳統方式求愛，但之後決定繼續做朋友。她最終回應了他的感情，他們成為了一對。在史哥返回肉疣森林後，她開始公開和他約會。她的小圓便帽下有一頭濃密的頭髮。艾薇得知她的母親一直在秘密訓練她在時機成熟時保護自己，讓她帶她去冒險。
- 利奧波德·洛格 (英語：Leopold Loggle)

配音：布萊恩·梅拉德（美國）；黃天佑（台灣）；馬智灝（香港）
一隻墨西哥鈍口螈，是鎮上的木匠，並且有自己的木製品店。他曾經是一名金屬匠，直到一次意外刺穿了他的聲帶導致他出現說話問題，他說引入副詞並在說出否定詞尾之前停頓，一個使有些人覺得煩人的特質。在小安和普蘭特一家返回肉疣森林後，發現洛格變得非常強壯，但在尾聲時，洛格的身體已經恢復原來的體型，並抱怨他不應該進行那一天作弊日(Cheat Day)。
- 阿布斯·達克威 (英語：Albus Duckweed)

配音：凱文·麥當勞（美國）
一隻蠑螈，是當地的美食評論家，也在不同的活動中擔任司儀。
- 史托比 (英語：Stumpy)

配音：約翰·迪·瑪吉歐（美國）；陳幼文（台灣）；劉達斌（香港）
「史托比快餐」的擁有者和廚師，擁有可互換的假手。他準備把他破舊的餐廳結業，但當小安把它變成泰國青蛙融合餐廳時，他恢復了進取心。
- 麵粉先生 (英語：Mr. Flour)

配音：凱文·麥可·理查森（美國）
麵包師，「麵粉和女兒們的麵包店」的擁有者，以及麥蒂、迷迭香、小薑和薰衣草的父親。他似乎熱衷於讓史哥在前幾集中與女兒麥蒂訂婚。此外，他還有另外三個蝌蚪女兒。
- 瘋妹 

配音：吉兒·巴特利（美國）；馮嘉德（台灣）；張彩虹（香港）
麵粉先生怪誕而又善解人意的女兒，迷迭香、生薑和薰衣草麵粉的姐姐，魔法專家和史哥的前任—— 在「麵粉和女兒麵包店」工作的未婚妻。她最初與史哥訂婚，以便小安可以得到麥迪似乎很高興的麵粉麵團。當史哥與她分手時，她很失望，但仍與他保持朋友關係。雖然看起來很毛骨悚然，但她善良又善解人意。以前經常和妹妹們一起玩，但後來沉迷於魔法愛好。她最終學會了為她們騰出時間。在尾聲中，瘋妹開設了自己的藥店，並將她的一種藥劑賣給薩迪。
- 迷迭香、小薑和薰衣草 (英語：Rosemary, Ginger, and Lavender)

配音：伊登·里格爾(第一季“電影之夜”)，馬洛·巴克利、艾拉·艾倫和米婭·艾倫(第二季)（美國）
麥蒂的小蝌蚪妹妹們和麵粉先生的小女兒們。她們愛自己的姐姐，只想和她共度時光。在尾聲中，她們已經長出了腿，但仍然是蝌蚪，並幫助瘋妹經營她的藥師。
- 溼答答喬 (英語：Soggy Joe)

配音：弗瑞德・塔塔薛瑞（美國）；汪世瑋（台灣）；劉達斌（香港）
一個善於聞多汁氣味的青蛙生存者。他是一名卡車司機，似乎很了解波莉。溼答答喬也是“野生兩棲動物”短片中的主角。
- 芬恩 

配音：娜塔莉·帕拉米德斯（美國）；馮嘉璽（台灣）；周奕勤（香港）
肉疣森林居民，在「 Hair Are Frogs 」擔任理髮師和美髮師。儘管有工作，芬恩非常放鬆，甚至有點漫不經心和冷漠。她是肉疣森林唯一一個顯然不知道史哥和艾微處於戀愛關係的人。當他們和史托比與她搭檔執行莎夏的一項任務時。
- 圖媞 

配音：艾普爾·溫切爾（美國）
鎮上的女按摩師和兼職賞金獵人。
- 查德 

配音：山姆·雷格爾（美國）
一位手工藝人。當原定在肉疣森林演出的劇團因被吃掉而不得不取消時，小安讓泰德製作了一個大玻璃屏幕，她將其與手機結合起來給沃特伍德沼澤的市民看一部電影。
- 查克 

配音：馬特·布拉利（美國）；馬智灝（香港）
一個戴著遮住眼睛的帽子的鬱金香農夫。他主要的口頭禪是「我種鬱金香」(I grow tulips.)。查克具有超強的修築技能，在普蘭特一家前往蠑托比亞時，他照看他們的房子，並不是依靠武力保護房屋而是因為他有辦法以超過的速度修好一切。
- 門羅 

配音：保羅·艾丁（美國）
在與席爾薇雅·桑德魯關係上為賀伯的情敵。
- 昆汀 

配音：史考特·門維爾（美國）
肉疣森林當地雜貨店「拿就走」店舖的收銀員。
- 岡瑟 

配音：克里斯·沙利文（美國）
南方的獠牙蛙，冷靜而善良，但變得憤怒時巨大而可怕。他住在肉疣森林外。
- 巴瑞 

配音：基思·西爾弗斯坦（美國）；趙錦標（香港）
一個看似快樂的糖果漿果製造商，他對任何倒出他的糖果的人下咒，這讓他獲得了瘋妹的憤怒。巴瑞後來領導了一群掠奪者，參與了無政府狀態。在托迪的幫助下，掠奪者被擊敗，瘋妹將巴瑞變成了一隻雞。
- 蛙怪機 

配音：馬特·布拉利（美國）
在絕望廢墟中休息的神秘青蛙機器人。小安和普蘭特一家離開後，它突然出現並開始跟踪他們。他終於到達了肉疣森林，並在與當地人發生嚴重誤解後，在其他普蘭特一家之前被波莉收養。他擅長園藝，並且在頭部後方有烤吐司的功能、也能做到以及許多其他事情。在與安卓亞斯和他的邪惡機器人軍隊的戰鬥中，蛙怪機被摧毀；只留下他的頭。小安和普蘭特一家在逃往洛杉磯時設法帶走了蛙怪機的腦袋。他已經部分重建，卻變成了會說話的頭。他與小安和普蘭特一家一起返回奇幻沼澤，但他的頭被放在一輛遙控汽車的頂部，蛙怪機不過之後波莉替他打造了新的身體，就像一個戰鬥機器人。在尾聲中，蛙怪機繼續幫助普蘭特一家打理園藝。
- 撒迦利亞·內特爾斯 (英語：Zechariah Nettles)

一隻看起來很嚇人的青蛙，戴著高頂禮帽，有著令人毛骨悚然的微笑，右手是一隻鉤子義手，提著燈籠。儘管他的外表可怕、動作凌厲。實際上是一個鬼魂，專門幫助夜間的旅行者走上正確的道路。他的精神可能生活在肉疣森林中，正如他在“樂隊之戰”結尾合照中被看到。

### 蟾蜍塔居民
以下角色是蟾蜍塔的居民：
- 博格 

配音：達林·德·保羅（美國）
一個無情的蟾蜍戰士，負責對肉疣森林收稅的士兵之一，以巨錘為武器的。在蟾蜍塔被摧毀後，他和其他蟾蜍軍隊在某個時間點拋棄了格萊姆和莎夏。博格和格萊姆軍隊的殘餘人員開始作為土匪行動。在托德斯圖爾市長從他和軍隊中拯救了肉疣森林之後，他後來成為了蟾蜍塔的新負責人。在尾聲中，博格被提到開始一項垃圾收集業務。
- 芬斯 

配音：艾普爾·溫切爾（美國）
一個使用金棒戰鬥的好鬥女蟾蜍士兵。在被摧毀的蟾蜍塔後，她跟格萊姆的軍隊和其他人一起離開了。芬斯後來加入了格萊姆的殘餘軍隊，作為土匪行動，直到博格被任命為蟾蜍塔的新負責人。在尾聲中，芬斯被提到是博格垃圾收集業務的一部分。
- 邁爾 

一名身穿全身盔甲的蟾蜍士兵，不說話，大部分時間都在咆哮。在蟾蜍塔被毀後，他和其他蟾蜍士兵一起離開了格萊姆的軍隊。邁爾後來加入了格萊姆的殘餘軍隊，當他們作為土匪行動時，直到博格被任命為蟾蜍塔的新負責人。在尾聲中，邁爾被提到是博格垃圾收集業務的一部分。
- 珀門 

配音：馬特·瓊斯（美國）
一個友好的蟾蜍士兵，夢想成為弄臣。在第2季中，他和布拉多克是格萊姆軍隊中唯一沒有拋棄他的蟾蜍士兵。他和布拉多克最終在莎夏行為對他們產生負面影響時離開。莎夏後來指示格萊姆找到珀門和布拉多克，以便他代她向他們道歉並告別。
- 布拉多克 (英語：Braddock)

配音：克麗絲滕·約翰斯頓 (第1季)，艾普爾·溫切爾 (第2季)（美國）
一位喜歡園藝和社交的友好蟾蜍女士兵。在蟾蜍塔被摧毀後，其餘的蟾蜍士兵離開了他，她和珀西是唯一留在格萊姆軍隊中的蟾蜍士兵。他們最終在莎夏行為對他們產生負面影響時離開。莎夏後來指示格萊姆找到珀門和布拉多克，以便他代她向他們道歉並告別。
- 比阿特莉克絲「比亞」隊長 (英語：Captain Beatrix "Bea")

配音：艾斯林·貝（美國）；馮嘉德（台灣）；周恩恩（香港）
西蟾蜍塔之主，同時也是格萊姆的姐姐，經常取笑他。在安卓亞斯國王的真正動機被得知後，比阿特莉克絲給格萊姆寫了一封信，說她和其他蟾蜍一起逃過了捕獲。她後來提出如果史哥能打敗她，她就願意幫助史哥，她的軍隊就會加入他們的軍隊。如果她贏了，他們都會加入她的軍隊作為炮灰。史哥在籠子比賽中成功擊敗了比阿特莉克絲，讓她遵守了加入史哥的協議。她領導蟾蜍們對安卓亞斯進行最後的叛亂。
- 布福隊長 (英語：Captain Bufo)

配音：辻大輔（美國）
東蟾蜍塔之主。
- 奧多隊長 (英語：Captain Aldo)

配音：羅恩·塞法斯·瓊斯（美國）
北蟾蜍塔之主，看起來非常年老。只在有必要時說話。

### 蠑托比亞居民
以下角色是蠑托比亞的居民：
- 喬·斯巴羅 (英語：Joe Sparrow)

一個巨大的白冠帶鵐，作為瑪西的坐騎和交通工具。他喜歡和蝸牛貝西調情，並在結局中生下了帶有蝸牛殼的小麻雀。 他的名字來源於概念藝術家喬·斯巴羅。
- 奧利維亞夫人 (英語：Lady Olivia)

配音：蜜雪兒·道克利（美國）；李昀晴（台灣）；王慧珠（香港）
蠑螈和安卓亞斯的皇室顧問。她表現得非常拘謹和正派，很容易對普蘭特一家的魯莽行為感到惱火。奧利維亞後來得知了她的國王征服不同世界的真正意圖。在《奧利維亞與尤南》中，透露她繼承了她的母親的地位，對其深表敬意，並在瑪希到來時幫助治癒了她。在奇幻沼澤的所有資源開始被開採後，奧利維亞現在想從安卓亞斯國王手中解放蠑托比亞。她的恐懼在任務中被利用－奧利維亞害怕因失敗而被母親嫌棄。她和尤南聯手營救瑪希，卻被安卓亞斯攔截而失敗。當小安、莎夏、格萊姆、蛙怪機和普蘭特一家襲擊安卓亞斯國王的城堡時，奧利維亞女士和尤南將軍都配備了精神控制項圈。小安和莎夏將奧利維亞女士和尤南將軍從精神控制項圈中解救出來，他們試圖警告他們有關核心的事情，但沒有成功。他們兩人也被核心所困並被俘虜。逃脫後，她幫助莎夏和格萊姆釋放了瑪希。在尾聲中，奧利維亞討論了與尤南在肉疣森林定居的問題，並現在與尤南處於戀愛關係。
- 尤南將軍 (英語：General Yunan)

配音：蕾荷拉・扎勒（美國）；錢欣郁（台灣）；周恩恩（香港）
一隻攻擊性強的蠑螈，在她的手套裡有可伸縮的爪子，自稱是“沙漠之戰的天災，可憐的拉格納的擊敗者，偉大的蠑托比亞軍隊最年輕的蠑螈將軍”。她非常無情和嗜血，她處置了自己的軍隊，因為她覺得他們阻礙了她。尤南習慣於誇誇其談地介紹自己，但當人們不認識她時就會生氣。尤南試圖追捕格萊姆隊長，卻被他和莎夏智取擊敗。她效忠於安卓亞斯國王，但似乎不知道他的真實動機直到他開始了他征服異次元的計劃。在“奧利維亞與尤南”中，尤南與奧利維亞聯手營救瑪希，但因被安卓亞斯攔截而失敗。在同一集中，據透露，她害怕蠐螬，因為她童年時發生了一起蠐螬幾乎把她的胳膊咬斷的事件。當小安、莎夏、格萊姆、蛙怪機和普蘭特一家襲擊安卓亞斯國王的城堡時，尤南將軍和奧利維亞女士已經配備了精神控制項圈。小安和莎夏將奧利維亞女士和尤南將軍從精神控制項圈中解救出來，他們試圖警告他們有關核心的事情，但沒有成功。 他們兩人也被核心所困並被俘虜。 逃脫後，她幫助莎夏和格萊姆釋放了瑪希。在尾聲中，尤南已經退休，並與奧利維亞結婚、計畫遷至肉疣森林居住。扎勒的靈感來自於角色如“寶可夢系列”的火箭隊和狡猾飛天德作為參考對象。
- 布蘭森、巴特利和布萊爾 (英語：Barley, Blair, and Branson)

配音：山姆·雷格爾（美國）
安卓亞斯國王的技術員三人組，他開玩笑地提到他們，被稱為「布氏三兄弟”」(Triple B)。不善社交，有時被安卓亞斯國王當作白老鼠。
- 埃夫蒂 (英語：Efty)

配音：布里埃爾·米拉（美國）
一個年輕的蠑螈女孩，被小安幫助解救自己的寵物。
- 桃樂絲 (英語：Doris)

配音：特雷斯·麥克尼爾（美國）
一個編織和喜愛謎題的老蠑螈，很容易與小安成為朋友。
- 格蒂 

配音：妮可·拜爾（美國）
一個經營著“蚋肉玉米片”攤位的蠑螈，為小安提供了很好的建議，而小安反過來又幫助了她。
- 貝拉 

配音：克里斯汀·沙爾（美國）
一位勞累過度的蠑螈服務生，與史哥發生衝突，但最終與他成為了朋友。
- 傑瑞 

配音：傑克·費拉奧洛（美國）
一個從事辛辣食品小販的蠑螈。
- 翰林邦教授 (英語：Professor Herringbone)

配音：弗拉·博格（美國）
看到史哥潛力的蠑托比亞大學校長。
- 斯卡里尼教授 (英語：Professor Scalini)

配音：卡里·沃爾格倫（美國）
蠑托比亞大學的一名教師。
- 薩爾 

配音：莫里斯・拉馬奇（美國）
賀伯狄亞的老朋友和前肉疣森林居民，他創造了一種特殊的醬汁，並在離開肉疣森林後在蠑托比亞取得了巨大的成功。
- 普莉希拉「殺手」·帕多克 (英語：Priscilla "The Killa" Paddock)

配音：米絲蒂·李（美國）
一隻強壯的大蠑螈，在特殊茶壺方面與小安競爭。據透露，它對她具有情感價值，因為它是她的母親潘妮在去世之前製作的，並且在小安獲勝後被她允許贈送。
- - 珀爾·帕多克 (英語：Pearl Paddock)

配音：蘿咪・戴姆斯（美國）
普莉希拉的小女兒，她很高興並支持她的母親。
- 札辛達 (英語：Jacinda)

配音：薩利·薩菲奧蒂（美國）
蠑托比亞的使者，向托德斯圖爾市長提供蟾蜍塔的位置。由於博格的冷酷無情，她決定將這個職位提供給博格，而托德斯圖爾被認為“柔弱”，她成為了博格的新助手。
- 伯納多 (英語：Bernando)

配音：托馬斯·米德蒂奇（美國）
來自蠑托比亞的時裝設計師，他是防彈衣專家。
- 青蛙機器人 (英語：Frobots)

為安卓亞斯國王和核心工作的青蛙型機器人，分成許多不同的機型種類。蛙怪機（Frobo）是一位古老的青蛙機器人（Frobot），站在小安和普蘭特家族那邊。以下是本劇中已知的青娃機器人：
- - 隱匿機器人 (英語：Cloak-Bot)

配音：特羅伊·貝克（美國）；黃天佑（台灣）
一個邪惡的隱形青蛙狀機器人，在安卓亞斯國王手下工作，決心不惜一切代價殺死小安，同時獲得瑪希使安卓亞斯國王迷上了的小說系列的最新一期。它追著小安和她的家人來到一家雜貨店，小安利用她的強化能力嚴重損壞了它。它能夠自我修復，直到最終通過自毀而被摧毀，而小安使用她的通電狀態將斗篷機器人踢到了天空。他的右臂後來被羅伯特·奧托打撈。
- - 巨型青蛙機器人 (英語：Giant Frobot)

配音：特羅伊·貝克（美國）
一個巨大的金色青蛙機器人，被派往肉疣森林。可以看到這個青蛙機器人的一些銀色版本與反抗軍作戰。
- -     - 矮人青蛙機器人 (英語：Dwarf Frobots)

由巨型青蛙機器人製作的蝌蚪主題青蛙機器人。
- - 火型青蛙機器人 (英語：Fire Frobots)

一種帶有火焰噴射器的青蛙機器人。火型青蛙機器人追踪安妮、普蘭特家族和洛格到加登頓，在那裡他們開始燒毀一切。它們被藥劑師加里和加登頓居民擊敗。
- - 法官青蛙機器人 (英語：Judge Frobot)

配音：弗瑞德·塔塔薛瑞（美國）
一個以法官為主題的青蛙機器人，被用來為崔東尼歐的團隊伸張正義。它在戰鬥中揮舞木槌。小安、史哥、崔東尼歐和他的團隊聯手摧毀了法官青蛙機器人。
- -     - 連帽的青蛙機器人 (英語：Hooded Frobots)

配音：弗瑞德·塔塔薛瑞（美國）；林谷珍（台灣）
青蛙機器人法官的僕人。
- - 皇家衛隊青蛙機器人 (英語：Royal Guard Frobots)

配音：馬特·布拉利（美國）
紫色的青蛙機器人揮舞著長矛和可延伸的盾牌。
- - 管家青蛙機器人 (英語：Butler Frobots)

配音：馬特·查普曼（美國）
以管家為主題的青蛙機器人，為安卓亞斯國王提供飲料。
- 蜻蜓無人機 (英語：Dragonfly Drones)

一組由斗篷機器人率先使用的蜻蜓型無人機。一架蜻蜓無人機被用來追踪小安、普蘭特一家和洛格到加登頓並通知了消防機器人。
- 奧德里奇國王 (英語：King Aldrich)

配音：威廉·休斯頓（美國）；孫誠（台灣）；劉達斌（香港）
安卓亞斯的父親，兩棲世界前任國王。他冷酷無情，決心繼續入侵地球。奧德里奇的意識保存在核心內。
- 貝羅 

配音：傑森·里特（美國）；江志倫（台灣）；趙錦標（香港）
一隻堅韌而友好的蟾蜍，揮舞著強大的錘子。他曾經是安德里亞斯的朋友，但在一次激烈的爭吵之後，被降職看守兩棲世界郊區的青蛙村莊。 他的錘子後來被Grime 找到。
- 萊芙 

配音：卡桑德拉·李·莫里斯（美國）；穆宣名（台灣）；王慧珠（香港）
一隻年輕而敏捷的青蛙，曾經是安卓亞斯的親密朋友，也是普蘭特家族的祖先。她預見到兩棲世界會被毀滅，但卻被貼上了叛徒的標籤，迫使她偷走音樂盒並逃離蠑托比亞，永遠破壞了她與安卓亞斯的關係。 從她寫的一封信中透露，她逃到肉疣森林，改名為莉莉·普蘭特，嫁給了一位當地農民，組建了普蘭特家族。但她始終沒有忘記安卓亞斯，希望他不要一直生她的氣。多虧了史哥，她的信最終到達了他的手中。

### 通往蠑托比亞之路
在普蘭特一家前往蠑托比亞的旅程中遇到了以下角色：
- 比特堡居民 (英語：Bitties)

配音：伊登·里格爾和山姆·雷格爾（美國）
生活在比特堡的小青蛙種族。
- - 貝里 

配音：朱利安·愛德華茲（美國）
一個年輕的比特堡居民，與他的父親和妹妹住在比緹堡。
- - 貝里的父親 (英語：Bailey's Father)

配音：基思·弗格森（美國）
貝里的佚名父親。
- 哈塞爾巴克幫 (英語：Hasselback Family)

一群法外之徒，他們恐嚇比緹堡的居民。
- - 哈塞爾巴克大媽 (英語：Mama Hasselback)

配音：珍妮弗·路易斯（美國）
哈塞爾巴克幫的首領，巨大的老癩蛤蟆。
- - 朱德羅·哈塞爾巴克 (英語：Judro Hasselback)

配音：基思·弗格森（美國）
大媽的兒子和帶眼罩的副手。
- - 希思羅·哈塞爾巴克 (英語：Heathro Hasselback)

配音：基思·弗格森（美國）
大媽的另一個兒子和朱德羅的兄弟，令人生畏。
- - 露絲·哈塞爾巴克 (英語：Ruth Hasselback)

配音：伊登·里格爾（美國）
大媽的蠑螈女兒和朱德羅及希思羅同父異母的妹妹，她相當殘忍。
- - 塔爾伯特·哈塞爾巴克 (英語：Talbert Hasselback)

配音：基思·弗格森（美國）
大媽的青蛙兄弟，留著大鬍子，是朱德羅、希思羅和露絲的叔叔。
- 蕾妮·芺羅傑斯 (英語：Renee Frodgers)

配音：蘇珊·伊根（美國）
著名舞台女演員、劇作家兼導演和賀伯的偶像。她的表演和巡迴劇院作為掩護，掩人耳目地搶劫城鎮。蕾妮在最近的一次搶劫中被賀伯挫敗，並被當地治安官逮捕。
- - 弗朗西斯/弗朗索瓦 (英語：Francis/François)

配音：馬克斯·米特爾曼（美國）
一個方法派演技的兒童演員，蕾妮劇團的一員。
- 威格伯特·禮比頓 (英語：Wigbert Ribbiton)

配音：休·博內威利（美國）
沃利富有的父親，居住在瑞比華鎮。他鄙視兒子的游牧生活方式，但學會了接受他的本性，並透露他會吹水壺。後來看到他在肉疣森林抵抗組織與卓亞斯國王的戰鬥中向他們提供物資，因為一些肉疣森林居民注意到他與瓦力相似。
- 帥蛙克倫比 (英語：Crumpet the Frog)

配音：馬特·沃格爾（美國）
野獸馬球的播音員。他的造型是基於大青蛙科米，科米的配音演員也扮演他。
- 博物館館長/龐茲先生 (英語：The Curator/Mr. Ponds)

配音：阿歷克斯·赫希（美國）
「好奇心小屋」蠟像館的邪惡館長，戴了一支單邊眼罩。他試圖把小安變成他的另一件展品。當他的囚犯從他們的蠟牢裡被釋放出來時，他們把他拖進另一個房間並殺死他，儘管他聲稱門下的紅色液體只是紅蠟。他是《神秘小鎮大冒險》的角色史坦叔公的青蛙版本，本作主創布拉利曾擔任該劇故事板藝術家和導演。
- - 蘇斯蛙 (英語：Frog Soos)

配音：阿歷克斯·赫希（美國）
館長的助手。他是《神秘小鎮大冒險》的角色阿蘇的青蛙版。
- - 青蛙史美布拉 (英語：Frog Shmebulock)

配音：阿歷克斯·赫希（美國）
館長的囚犯之一。他是角色史美布拉的青蛙版本，來自“神秘小鎮大冒險”。

### 普羅透斯居民
以下角色是普羅透斯的居民：
- 萊西爾和安格溫 (英語：Lysil and Angwin)

配音：萊拉·伯津斯和克里斯·懷爾德（美國）；林沛笭(萊西爾)和孫誠(安格溫)（台灣）；王慧珠(萊西爾)和趙錦標(安格溫)（香港）
雙頭洞螈，他們經常為如何吞噬獵物而爭吵。後來，小安、莎夏和普蘭特一家回來向他們索取信息，他們承認自己被驅逐出家鄉普羅透斯。儘管如此，他們還是冒著生命危險去營救它，並最終被允許返回。
- 帕麗西亞 (英語：Parisia)

配音：瑞秋·豪斯（美國）；馮嘉德（台灣）；周奕勤（香港）
普羅透斯城的洞螈族首領，頑固地否認安卓亞斯國王的軍隊逼近他們，拒絕提供幫助或接受其他人的幫助。莎夏侮辱了她之後，她覺得她的決心很有趣，並允許她去見洞螈媽媽。
- 洞螈媽媽 (英語：Mother Olm)

配音：琥碧·戈柏（美國）；龍顯蕙（台灣）；周奕勤（香港）
所有洞螈之中最聰明的，她的頭是如此之大，以至於她的頭內部就像一座建築物，而她的耳膜所在的地方有一扇門。洞螈媽媽之所以聽到腦袋裡有拍打聲，是因為她的大腦所在的地方有一群蝙蚊（蝙蝠/蚊子的混合品種）。她了解預言的內容，並幫助小安、莎夏和普蘭特一家破譯她在70年前塗在她身上的特殊腦霜過期時寫在天花板上的預言。她指出，無論小安、莎夏和瑪希從音樂盒中獲得什麼力量，都必須從安卓亞斯國王的手中奪回。洞螈媽媽後來出現在反抗軍組織總部，警告他們安卓亞斯國王今晚將入侵地球。當核心控制月球時，洞螈媽媽向團隊通報了這個預言。她向小安確實了有關最後手段的信息，該咒語涉及會導致使用者喪生的石頭。洞螈之母後來哀悼小安的去世，直到石頭守護者讓她復活。最後一次看到洞螈媽媽，她很高興看到小安還活著。

### 洛杉磯居民
以下是地球上洛杉磯的居民：
- 邦查太太 (英語：Mrs. Boonchuy)

配音：安·布拉利（美國）；李昀晴（台灣）；周奕勤（香港）
小安的母親，也是泰式料理餐廳「泰勾」(英語：Thai Go)的合夥人，她看起來很嚴格，但對女兒非常關心。她會說泰文和英文，而且即使被稱為「五音不全」，但仍喜歡唱古老的泰語歌曲。她起初無法接受普蘭特一家，尤其是她稱之為「粉紅青蛙」的史哥，但對他們很熱情。在小安失踪期間，邦查太太在困難時期得到了鄰居們的安慰，還為她的女兒建造幾座神社和肖像，顯示她也是一個非常快速和優秀的藝術家。她知道了小安回來的真正原因，雖然起初很生氣，但在意識到她的女兒只是在照顧她、她的丈夫和普蘭特一家後，她同意幫助她和她的朋友。她和她的丈夫承認小安已經顯著成熟，並自豪地看著她返回兩棲世界拯救她的朋友，然後向X先生說出真相。 她和她的丈夫在戰鬥中成為訓練有素的特工對陣安卓亞斯。邦查太太由布拉利的現實母親配音。
- 邦查先生 (英語：Mr. Boonchuy)

配音：布賴恩·索納拉斯（美國）；黃天佑（台灣）；劉達斌（香港）
小安的父親和「泰勾」的合夥人，與賀伯具有相同的保護品質。他尊重普蘭特一家在小安失踪的五個月對她的悉心照顧。此外，他是一名在線遊戲玩家。他最終知道了小安回歸的真正原因，但同意幫助她和她的朋友，因為他知道他的女兒只是在照顧他、他的妻子和普蘭特一家。她和她的丈夫承認小安已經顯著成熟，並自豪地看著她返回兩棲世界拯救她的朋友，然後向X先生說出真相。 她和她的丈夫在戰鬥中成為訓練有素的特工對陣安卓亞斯。
- 多米諾 (英語：Domino)

邦查一家的寵物貓，個性頑皮、愛搗蛋，喜歡沙威瑪。因為她身上的黑白毛皮而得名。
- 瑪格 

配音：伊登·里格爾（美國）
聖詹姆斯中學的一名女學生，她總是欺負小安，直到她對莎夏產生厭惡。她後來目睹了小安與安德里亞斯國王的戰鬥，並不再打算給她添麻煩。
- 文斯 

配音：山姆·雷格爾（美國）；（香港）
聖詹姆斯中學的學生。他會彈吉他，莎夏對他的即興演奏給予了稱讚。
- 夏延 

聖詹姆斯中學的學生。她後來目睹了安妮與安卓里亞斯國王的戰鬥。
- 加比 

配音：傑西卡·麥肯納（美國）；周奕勤（香港）
小安超級健談的朋友，總是喋喋不休地談論八卦。她後來目睹了安小安與安卓亞斯國王的戰鬥。
- 奈德 

配音：韋恩·奈特（美國）；孫誠（台灣）；趙錦標（香港）
邦查一家在「泰勾」的忠實顧客，夢想通過食物餐車擴展業務。當意識到這將是“總撥款”和史哥導致他的食品卡車失控的事件，他放棄了這一念頭，而成為了「泰勾」的送貨員。
- 簡博士 (英語：Dr. Jan)

配音：阿妮卡·諾尼·羅斯（美國）；馮嘉德（台灣）；王慧珠（香港）
自然歷史博物館的館長，性格古怪，痴迷於外星人和神秘生物。她立即注意到普蘭特一家的出現，並幫助小安為他們找到了一條可能回家的路。簡博士後來警告小安不要遇到願意幫助她的奇怪科學家。簡博士協助邦查一家、普蘭特一家和科技女製作聖誕花車，並隨後幫助該小組將小安和普蘭特一家逃回兩棲世界。簡博士後來幫助對抗安卓亞斯國王的軍隊。
- 科技女 (英語：The IT Gals)

配音：梅麗莎·維拉塞諾和達娜·達維斯（美國）；吳佳樺(艾莉)和徐瑀甄(傑西)（台灣）；王慧珠(艾莉)和張彩虹(傑西)（香港）
艾莉和傑西是一對熱愛技術的伴侶，她們在網上構建和創造事物。她們幫助波莉重建蛙怪機，並對她和機器人的統計數據印象深刻。她們後來協助邦查一家、普蘭特一家和簡博士製作聖誕花車。隨後幫助小安和普蘭特一家逃回兩棲世界。 艾莉和傑西後來目睹了小安和安卓亞斯國王之間的戰鬥。
- X先生 (英語：Mr. X)

配音：魯保羅（美國）；馬國堯（台灣）；趙錦標（香港）
一個非常女性化和神秘的FBI特工，他認為普蘭特一家是外星人並密謀捕獲和研究它們。他有一輛偽裝的冰淇淋車，擁有大量的武器和小玩意，穿著一雙滾輪鞋，並將捕捉普蘭特一家視為一項挑戰。邦查先生和太太能夠在電影院裡幫助小安和智取他。雖然X先生發誓總有一天會捕捉普蘭特一家。X先生後來在嘗試成為一名演員時追求賀伯。他再次被小安和普蘭特一家打敗。他最終設法捉走了普蘭特一家，但遭到小安和她的盟友的阻撓。小安和普蘭特一家逃回兩棲世界後，邦查夫妻憤怒地與X先生對峙，而邦查太太憤怒地計劃讓他聽聽他們的說法。 在“全部參與”中，他得知了發生了什麼事，並幫助邦查一家和普蘭特一家擊敗安卓亞斯和達西。
- - 珍妮 

X先生沉默但忠誠的助手。
- 羅伯特·奧托 (英語：Robert Otto)

配音：布萊德·嘉瑞特（美國）；符爽（台灣）；趙錦標（香港）
穿著輪滑鞋，垃圾場“奧托的汽車垃圾”擁有者，自稱“鄰居安全監督員”，自詡為他的鄰居的保護者。當史哥成為一個名叫蛙俠的超級英雄時，羅伯特開始嫉妒並用斗篷機器人的右臂與他戰鬥。他後來因為魯莽而被孫女羞辱，並放棄了惡行，同時幫助史哥清理他們在戰鬥中造成的爛攤子。史哥離開後，一名警官準備逮捕羅伯特，因為他造成財產損失。羅伯特稱這很公平。當羅伯特戴上斗篷機器人的右臂和一副護目鏡時，他是八爪博士的翻版。
- - 莫莉·喬 (英語：Molly Jo)

配音：卡西·格洛（美國）；雷碧文（台灣）；張彩虹（香港）
羅伯特的孫女，喜歡史哥的超級英雄身份蛙俠。當羅伯特和斯普里格最終摧毀了這座城市時，她憤怒地責罵他們如此魯莽，但一旦他們清理了他們造成的混亂，她就原諒了他們。她是瑪莉·珍·華生的翻版。莫莉·喬後來幫助小安和普蘭特一家返回兩棲世界。莫莉·喬目睹了小安和安卓亞斯國王之間的戰鬥。
- 漢弗萊·韋斯特伍德 (英語：Humphrey Westwood)

配音：華萊士·肖恩（美國）；孫中台（台灣）；劉達斌（香港）
一位年長清潔工和有抱負的好萊塢演員，類似於賀伯。他非常善良，願意放棄幫助他人的機會，但賀伯最終還是決定放棄自己的夢想，以便漢弗萊能夠實現自己的夢想。漢弗萊後來幫助小安和普蘭特一家返回兩棲世界。漢弗萊後來目睹了小安和安卓亞斯國王的戰鬥。
- 弗雷克斯博士 (英語：Dr. Frakes)

配音：克莉·桑默（美國）；劉如蘋（台灣）；王慧珠（香港）
一個精神錯亂的科學家，設法創造了一台機器，可以打開通往其他維度的通道，但只有五秒鐘。在得知普蘭特一家是青蛙並且無法在她的機器中找到兩棲動物後，她試圖解剖它們以成名，但被小安和特里打敗了。
- 特里 

配音：凱特·米庫奇（美國）；穆宣名（台灣）；王慧珠（香港）
弗雷克斯博士的前助手。與他們的老闆不同，特里腳踏實地，尊重他人。她以犧牲工作為代價幫助小安從他們的老闆手中拯救了普蘭特一家。特里使用他們自己的資源為普蘭特一家建立了一個新傳送門。然後與小安和他們的盟友聯手從X先生手中救出普蘭特一家並將他們送回家，特里後來幫助對抗安卓亞斯國王的軍隊。在《瑪希日記：兩棲動物指南》一書中，特里以非二元身份出現，因為他們用了“他們”代詞。
- 街頭藝人 (英語：Street Performer)

配音：芮貝卡·薛格（美國）
一位佚名的音樂家，在洛杉磯四處走動，唱著原創的聖誕歌曲。在《瑪希日記：兩棲動物指南》一書中，透露她的名字是貝卡·鹽,模仿芮貝卡·薛格(Rebecca Sugar) 的名字。
- 墨菲校長 (英語：Principal Murphy)

配音：金伯利·布鲁克斯（美國）；馮嘉德（台灣）；張彩虹（香港）
聖詹姆斯中學校長。在回憶中，她因舉辦韓國流行音樂派對而叫小安、莎夏和瑪希到她的辦公室後，並讓小安寫了一篇“我是誰”的文章。後來安卓亞斯國王入侵期間，墨菲校長在她家裡，並目睹了小安與安卓亞斯國王的戰鬥。

### 其他角色
- 多米諾二世 (英語：Domino II)

一種毛毛蟲，後來稱為沿海殺手毛毛蟲，小安收養了它，並以她家裡的貓的名字命名。儘管她有暴力傾向，小安還是對她產生了依戀，並在她變成成年飛蛾後被迫放她走。她後來生了一堆“小貓”，並被小安和史哥救了。多米諾二世被揭露為領頭飛蛾，並正式領導叛軍的飛行砲兵。小安和莎夏後來在與安卓亞斯國王的軍隊的戰鬥中騎著多米諾二世。 
- 泥巴人 (英語：Mudmen)

配音：比利·法摩爾和弗瑞德・塔塔薛瑞（美國）
一群食蛙人的青蛙，它們將自己生活的泥沼中的泥漿覆蓋起來，以便伏擊，殺死並吃掉入侵者，同時將自己偽裝成神秘生物。後來在怪奇市集看到了一個泥人。
- 苔蘚人 (英語：Moss Man)

一種神秘的苔蘚類人形生物，在兩棲動物的土地上徘徊。似乎只有小安和獨眼沃利見過他，但他的難以捉摸讓其他人難以相信他的存在。後來發現安卓亞斯國王以某種方式抓住了他並使用了他的DNA改善蠑托比亞的醫療技術以復活瑪希。後來，一個苔蘚人出現幫助對抗機器人，瓦利向其他青蛙引述說，他真的告訴他們苔蘚人的存在。
- 約拿 

配音：傑夫·伯格曼（美國）
一隻牛蛙，曾是克羅克太太的大敵。
- 泰迪 

配音：克里斯·沙利文（美國）
一隻食蛙牛蛙，經營著一家民宿，給予路人擁有的蝸牛陷阱，給他們一間旅館的房間，然後用下藥的餅乾綁架他們，這樣他和他的牛蛙朋友就可以吃掉它們。
- - 瑪莎 

配音：卡里·沃爾格倫（美國）
泰迪的妻子和一隻食人牛蛙，他們經營著一家民宿，他們捕捉並吃掉路人。
- - 朱麗葉 (英語：Juliet)

配音：卡里·沃爾格倫（美國）
與泰迪和瑪莎有關的食人牛蛙。
- - 朱尼珀 (英語：Juniper)

配音：卡里·沃爾格倫（美國）
與泰迪和瑪莎有關的食人牛蛙。
- 瓦蕾莉亞娜 (英語：Valeriana)

配音：蘇珊·布萊克斯利（美國）；張彩虹（香港）
一隻神秘的單臂蠑螈，在怪奇市集經營著一個古董攤位。她似乎對災難盒和小安的命運有所了解。後來她被揭露為第二聖殿的守護者，並根據她的勇氣來測試小安，儘管在進行測試的一部分時侮辱她。當核心計劃將月球撞向兩棲世界時，瓦蕾莉亞娜後來賦予了小安、莎夏和瑪希對抗核心的力量。之後她利用災難石頭碎片將女孩們帶回地球。
- 瑪妮 

配音：比爾·科普（美國）
怪奇市集經營地下游戲並試圖典當小安的東西的老闆。
- “兩棲世界達人秀”評委 (英語："Amphibia's Got Talent" Judges)

配音：塔拉·利平斯基和約翰尼·威爾（美國）
兩個佚名的非常有名的蠑螈評委，他們對人才有著敏銳的眼光。他們舉辦的節目類似於小安世界中的一個
。
- 崔東尼歐·艾斯帕達 (英語：Tritonio Espada)

配音：馬特·查普曼（美國）；黃天佑（台灣）；趙錦標（香港）
教授小安、史哥和波莉如何戰鬥的專業武器戰鬥訓練師。他實際上是一個罪犯，他利用它們搶劫了開往蟾蜍塔的火車。他後來回來帶領一夥盜賊從安卓亞斯國王那裡搶劫。儘管他最初因在街頭長大而不願意，但小安說服他堅持與他的團隊在一起，並在幫助從弗羅博特法官手中解救他的幫派後加入了反抗國王的叛亂。他及後領導蠑螈在對安卓亞斯的最後反抗。
- - 小薯仔喬喬 (英語：Jojo Potato)

配音：阿奇·耶茨（美國）；汪世瑋（台灣）；周奕勤（香港）
一位小蠑螈，是崔東尼歐盜賊團伙的一員，顯然很尊敬他。
- - 小露易絲 (英語：Little Louise)

配音：萊拉·伯津斯（美國）
又大又壯的蠑螈，聲稱她的名字應該具有諷刺意味。當然，這是對角色小約翰的引用。
- 青蛙喬丹 (英語：Frog Jordan)

配音：狄爾里奇·巴德（美國）
托德斯圖爾市長團隊中著名的大蟲球選手。
- 莉迪亞 (英語：Lydia)

配音：伊登·里格爾（美國）
托德斯圖爾市長團隊中的一名大蟲球球員。
- 奧拉夫 (英語：Olaf)

托德斯圖爾市長團隊中的一名足球運動員。他被提到是從外州轉來的。
- 藥劑師加里 (英語：Apothecary Gary)

配音：托尼·海爾（美國）；黃天佑（台灣）；劉達斌（香港）
一種巨大的發光真菌，佔據了一隻名叫萊特的青蛙的大腦（也由托尼·海爾配音）。他設法逃到甲蟲傑拉米身上，然後找到了加登頓村，那裡的居民自願屈服於他，以便他們的莊稼能夠繁榮。他試圖再次攻擊普蘭特一家，但賀伯讓他相信他們很相似，並且應該在安卓亞斯的機器人攻擊後幫助他們擊敗安卓亞斯。藥劑師加里在戰鬥中出現對抗安卓亞斯斯國王，他讓一些同伴在青蛙機器人上種植蘑菇。
- 暗影魚 (英語：Shadowfish)

暗影魚是來自兩棲類另一個維度的漂浮魚種族。他們被關在城堡的地牢裡，其他人都禁止進入。安卓亞斯國王后來在奧利維亞和尤南試圖營救馬西時向他們透露，兩棲的古代居民研究了他們從那裡獲得的暗影魚，是來自另一個欺騙死亡的維度，使兩棲動物最偉大的思想聚集在核心。
- 屏幕惡魔 (英語：Screen Fiend)

一個生活在網絡視頻中的可愛的貓一樣的小生物，並以巨大的兇猛野獸的形式出現。
- 小鍋先生 (英語：Mr. Littlepot)

配音：喬治·武井（美國）
看起來很嚇人的神秘人，他是賀伯脫髮的原因。
- 裁縫女巫 (英語：Seamstress)

配音：馬特·布拉利（美國）
一個玻璃蛙，她介懷自己的外表，偷了其他青蛙的皮來隱藏自己。
- 賀拉斯 (英語：Horace)

配音：弗瑞德·塔塔薛瑞（美國）
一隻青蛙，是加登頓的居民。
- 守護者 (英語：The Guardian)

配音：查琳·易（美國）；雷碧文（台灣）
災難寶石的至高守護者，億萬年來守護著宇宙。它的真實形態是一個難以形容的光球，因此呈現出多米諾的形狀。守護者計劃有一天將其職位移交給78年後的小安。

## 註解
1. ↑  「不，一分鐘前我在我在我的世界，下一分鐘我在這，我不了解如何返家，或不能返家....」
2. ↑  「我們三人有機會犯錯，但你?你是邪惡的!」「又來了」「我現在就要立刻阻止你!」
3. ↑  莎夏，不久之前，你在頭盔下爭執，證明了你改變了
4. ↑  「改變可能很困難，但這就是我們成長，有機會是你不能在最難的事:不能把同樣的事情遺留下來，有時你要放下去。當你放手後，你會驚奇地回到你身上」
5. ↑  「嘗試說一些有善說話，讓他愛你，他們就會做你一切」
6. ↑  「不,不,也是小安是對的，或許我是一個可怕的人」

### 引文
1. ↑  . Behind the Voice Actors.   [November 19, 2020]. （原始内容存档于2022-10-09）.
2. 1 2 3  Braly, Matt [@Radrappy].  (推文). May 15, 2022  [May 15, 2022]. （原始内容存档于May 15, 2022） –Twitter.
3. 1 2 3 4 5  Strickland, Jenn (director); Jenava Mie (writer). . . 第2季. 第8A集. August 29, 2020. Disney Channel.
4. 1 2 3 4 5  Youn, Bert (director); Matt Braly and Jack Ferraiolo (writer). . . 第1季. 第1B集. June 17, 2019. Disney Channel.
5. 1 2  Kim, Derek Kirk (director); Gloria Shen (writer). . . 第1季. 第2B集. June 18, 2019. Disney Channel.
6. 1 2 3 4  Youn, Bert (director); Matt Braly and Jack Ferraiolo (writer). . . 第1季. 第3A集. June 19, 2019. Disney Channel.
7. 1 2  Kim, Derek Kirk (director); Gloria Shen (writer). . . 第1季. 第4A集. June 20, 2019. Disney Channel.
8. ↑  Youn, Bert (director); Matt Braly and Jack Ferraiolo (writer). . . 第1季. 第4B集. June 20, 2019. Disney Channel.
9. 1 2 3 4 5 6 7  Youn, Bert (director); Adam Colás (writer). . . 第1季. 第7A集. June 26, 2019. Disney Channel.
10. 1 2 3  Kim, Derek Kirk (director); Adam Colás (writer). . . 第1季. 第9A集. July 1, 2019. Disney Channel.
11. 1 2 3 4  Youn, Bert (director); Matt Braly and Jack Ferraiolo (writer). . . 第1季. 第11B集. July 3, 2019. Disney Channel.
12. ↑  Kim, Derek Kirk (director); Michele Cavin (writer). . . 第1季. 第8A集. June 27, 2020. Disney Channel.
13. ↑  Kim, Derek Kirk (director); Michele Cavin (writer). . . 第1季. 第11A集. July 3, 2019. Disney Channel.
14. 1 2 3 4  Kim, Derek Kirk (director); Michele Cavin (writer). . . 第1季. 第10A集. July 2, 2019. Disney Channel.
15. 1 2 3 4  Youn, Bert (director); Jenava Mie (writer). . . 第1季. 第19B集. July 17, 2019. Disney Channel.
16. 1 2 3 4 5 6 7 8 9 10  Kim, Derek Kirk, Kyler Spears and Bert Youn; Matt Braly, Adam Colás, Jack Ferraiolo and Gloria Shen (writer). . . 第1季. 第20集. July 18, 2019. Disney Channel.
17. 1 2 3 4 5 6  Spears, Kyler (director); Adam Colás (writer). . . 第2季. 第1A集. July 11, 2020. Disney Channel.
18. 1 2 3 4 5 6 7  Johnston, Joe and Jenn Strickland (director); Matt Braly and Adam Colás (writer). . . 第2季. 第6集. August 15, 2020. Disney Channel.
19. 1 2 3 4 5 6  Spears, Kyler (director); Todd McClintock (writer). . . 第2季. 第7A集. August 22, 2020. Disney Channel.
20. 1 2 3 4 5 6  Strickland, Jenn (director); Todd McClintock (writer). . . 第2季. 第9B集. September 12, 2020. Disney Channel.
21. 1 2 3  Spears, Kyler (director); Michele Cavin (writer). . . 第2季. 第10A集. September 19, 2020. Disney Channel.
22. 1 2 3  Johnston, Joe (director); Gloria Shen (writer). . . 第2季. 第10B集. September 19, 2020. Disney Channel.
23. 1 2 3 4  Johnston, Joe (director); Gloria Shen (writer). . . 第2季. 第13A集. March 13, 2021. Disney Channel.
24. 1 2  Spears, Kyler (director); Jenava Mie (writer). . . 第2季. 第13B集. March 13, 2021. Disney Channel.
25. 1 2 3 4 5  Spears, Kyler and Jenn Strickland (director); Adam Colás and Todd McClintock (writer). . . 第2季. 第14集. March 20, 2021. Disney Channel.
26. 1 2  Strickland, Jenn (director); Todd McClintock (writer). . . 第2季. 第17A集. April 10, 2021. Disney Channel.
27. 1 2 3 4  Strickland, Jenn (director); Gloria Shen (writer). . . 第2季. 第18B集. April 17, 2021. Disney Channel.
28. 1 2 3 4 5 6 7 8 9 10 11  Spears, Kyler and Jenn Strickland (director); Michele Cavin and Jenava Mie (writer). . . 第2季. 第20集. May 22, 2021. Disney Channel.
29. 1 2 3 4 5 6 7 8  Johnston, Joe and Jenn Strickland (director); Adam Colás & Todd McClintock (writer). . . 第3季. 第1集. October 2, 2021. Disney Channel.
30. 1 2 3 4 5  Johnston, Joe (director); Michele Cavin (writer). . . 第3季. 第5B集. October 30, 2021. Disney Channel.
31. 1 2 3 4 5 6 7 8 9  Strickland, Jenn, Roxann Cole & Kyler Spears (director); Adam Colás & Jenava Mie. . . 第3季. 第9集. November 27, 2021. Disney Channel.
32. 1 2 3  Cole, Roxann (director); Todd McClintock (writer). . . 第3季. 第11A集. March 26, 2022. Disney Channel.
33. 1 2 3 4 5 6 7 8 9 10 11  Strickland, Jenn (director); Adam Colás (writer). . . 第3季. 第16B集. April 30, 2022. Disney Channel.
34. 1 2 3 4 5 6 7 8 9 10 11 12 13 14 15 16 17 18 19 20 21 22 23 24  Cole, Roxann, Joe Johnston and Jenn Strickland (director); Gloria Shen, Jenava Mie and Michele Cavin (writer). . . 第3季. 第17集. May 7, 2022. Disney Channel.
35. ↑  . Behind the Voice Actors.   [November 19, 2020]. （原始内容存档于2023-01-01）.
36. ↑  . YouTube.   [April 29, 2019]. （原始内容存档于2022-05-30）.
37. ↑  Youn, Bert (director); Michele Cavin (writer). . . 第1季. 第13B集. July 8, 2019. Disney Channel.
38. 1 2  Youn, Bert (director); Michele Cavin (writer). . . 第1季. 第3B集. June 19, 2019. Disney Channel.
39. 1 2 3 4  Kim, Derek Kirk (director); Matt Braly and Jack Ferraiolo (writer). . . 第1季. 第1A集. June 17, 2019. Disney Channel.
40. 1 2 3 4 5  Youn, Bert (director); Gloria Shen (writer). . . 第1季. 第16B集. July 11, 2019. Disney Channel.
41. 1 2  Youn, Bert (director); Adam Colás (writer). . . 第1季. 第6A集. June 25, 2019. Disney Channel.
42. 1 2  Kim, Derek Kirk (director); Michele Cavin (writer). . . 第1季. 第16A集. July 11, 2019. Disney Channel.
43. 1 2 3 4  Kim, Derek Kirk (director); Jenava Mie (writer). . . 第1季. 第12A集. July 14, 2019. Disney Channel.
44. 1 2 3  Kim, Derek Kirk (director); Jenava Mie (writer). . . 第1季. 第17A集. July 15, 2019. Disney Channel.
45. 1 2 3  Youn, Bert (director); Gloria Shen (writer). . . 第1季. 第13A集. July 8, 2019. Disney Channel.
46. ↑  Spears, Kyler (director); Jenava Mie (writer). . . 第2季. 第2B集. July 18, 2020. Disney Channel.
47. 1 2 3  Spears, Kyler (director); Todd McClintock (writer). . . 第2季. 第4A集. August 1, 2020. Disney Channel.
48. 1 2 3 4  Spears, Kyler (director); Gloria Shen (writer). . . 第2季. 第8B集. August 29, 2020. Disney Channel.
49. 1 2 3 4 5  Spears, Kyler (director); Adam Colás (writer). . . 第2季. 第12B集. March 6, 2021. Disney Channel.
50. 1 2 3  Strickland, Jenn (導演);  Michele Cavin (作家). . . 第3季. 第3A集. 2021-10-16. Disney Channel.
51. 1 2 3 4 5  Strickland, Jenn (director); Gloria Shen (writer). . . 第3季. 第4B集. October 23, 2021. Disney Channel.
52. ↑  Strickland, Jenn (director); Todd McClintock (writer). . . 第3季. 第6B集. November 6, 2021. Disney Channel.
53. 1 2 3 4  Johnston, Joe (director); Gloria Shen (writer). . . 第3季. 第7A集. November 13, 2021. Disney Channel.
54. 1 2 3 4 5 6 7 8 9 10 11 12  Johnston, Joe & Jenn Strickland; Gloria Shen & Michele Cavin (writer). . . 第3季. 第10集. March 19, 2022. Disney Channel.
55. 1 2  Johnston, Joe (director); Adam Colás (writer). . . 第3季. 第11B集. March 26, 2022. Disney Channel.
56. 1 2 3  Strickland, Jenn (director); Adam Colás (writer). . . 第3季. 第13B集. April 9, 2022. Disney Channel.
57. 1 2 3 4 5 6 7 8 9 10 11 12 13 14 15 16 17 18 19 20 21 22 23 24  Cole, Roxann and Joe Johnston (director); Adam Colas and Todd McClintock (writer). . . 第3季. 第18集. May 14, 2022. Disney Channel.
58. ↑  . Behind the Voice Actors.   [November 19, 2020]. （原始内容存档于2023-04-17）.
59. ↑  . 好萊塢報導. May 15, 2019  [2022-02-18]. （原始内容存档于2020-11-03）.
60. ↑  Kim, Derek Kirk (director); Adam Colás (writer). . . 第1季. 第2A集. June 18, 2019. Disney Channel.
61. 1 2 3  Kim, Derek Kirk (director); Jenava Mie (writer). . . 第1季. 第7B集. June 26, 2019. Disney Channel.
62. 1 2  Youn, Bert (director); Jenava Mie (writer). . . 第1季. 第8B集. June 27, 2020. Disney Channel.
63. 1 2  Youn, Bert (director); Gloria Shen (writer). . . 第1季. 第9B集. July 1, 2019. Disney Channel.
64. 1 2  Kim, Derek Kirk (director); Adam Colás (writer). . . 第1季. 第12B集. July 14, 2019. Disney Channel.
65. 1 2  Strickland, Jenn (director); Michele Cavin (writer). . . 第2季. 第2A集. July 18, 2020. Disney Channel.
66. 1 2  Spears, Kyler (director); Adam Colás (writer). . . 第2季. 第3B集. July 25, 2020. Disney Channel.
67. 1 2  Johnston, Joe (director); Adam Colás (writer). . . 第2季. 第9A集. September 12, 2020. Disney Channel.
68. 1 2 3  Cole, Roxann & Kyler Spears (director); Todd McClintock (writer). . . 第3季. 第3B集. October 16, 2021. Disney Channel.
69. 1 2 3  Cole, Roxann & Kyler Spears (director); Michele Cavin (writer). . . 第3季. 第8A集. November 20, 2021. Disney Channel.
70. ↑  .   [2021-12-19]. （原始内容存档于2022-05-31）.
71. ↑  . YouTube.
72. ↑  . Behind the Voice Actors.   [November 19, 2020]. （原始内容存档于2023-04-17）.
73. 1 2 3 4  Youn, Bert (director); Michele Cavin (writer). . . 第1季. 第6B集. June 25, 2019. Disney Channel.
74. 1 2  Youn, Bert (director); Matt Braly and Jack Ferraiolo (writer). . . 第1季. 第17B集. July 15, 2019. Disney Channel.
75. 1 2 3 4 5  Kim, Derek Kirk (director); Gloria Shen (writer). . . 第1季. 第15A集. July 10, 2019. Disney Channel.
76. ↑  Kim, Derek Kirk (director); Matt Braly and Jack Ferraiolo (writer). . . 第1季. 第14A集. July 9, 2019. Disney Channel.
77. 1 2  Strickland, Jenn (director); Jenava Mie (writer). . . 第2季. 第12A集. March 6, 2021. Disney Channel.
78. 1 2  Johnston, Joe (director); Gloria Shen (writer). . . 第2季. 第3A集. July 25, 2020. Disney Channel.
79. 1 2  Strickland, Jenn (director); Michele Cavin (writer). . . 第2季. 第15B集. March 27, 2021. Disney Channel.
80. 1 2 3 4  Cole, Roxann & Kyler Spears (director); Jeneva Mie (writer). . . 第3季. 第5A集. October 30, 2021. Disney Channel.
81. ↑  . Behind the Voice Actors.   [November 19, 2020]. （原始内容存档于2023-01-31）.
82. ↑  馬特·布拉利.  (Reddit post). August 22, 2020  [August 11, 2024]. I had a friend who was like this. Good intentions...bad execution.
83. ↑  Jones, Cissy [@cissyspeaks]. . September 2, 2022  [September 2, 2022] –Instagram.
84. 1 2 3 4  Youn, Bert (director); Matt Braly and Jack Ferraiolo (writer). . . 第1季. 第10B集. July 2, 2019. Disney Channel.
85. 1 2 3 4 5 6 7 8  Johnston, Joe (director); Michele Cavin (writer). . . 第2季. 第4B集. August 1, 2020. Disney Channel.
86. 1 2 3 4 5 6 7 8  Spears, Kyler (director); Michele Cavin (writer). . . 第2季. 第17B集. April 10, 2021. Disney Channel.
87. 1 2  Spears, Kyler (director); Adam Colás (writer). . . 第2季. 第19A集. April 24, 2021. Disney Channel.
88. 1 2 3 4  Johnston, Joe (director); Todd McClintock (writer). . . 第2季. 第19A集. April 24, 2021. Disney Channel.
89. 1 2 3 4 5  Johnston, Joe (director); Jeneva Mie (writer). . . 第3季. 第2B集. October 9, 2021. Disney Channel.
90. 1 2  Strickland, Jenn (director); Jeneva Mie (writer). . . 第3季. 第12A集. April 2, 2022. Disney Channel.
91. ↑  @Radrappy.  (推文). May 14, 2022 –Twitter.
92. ↑  . Behind the Voice Actors.   [November 19, 2020]. （原始内容存档于2023-04-13）.
93. ↑  . Behind the Voice Actors.   [January 21, 2021]. （原始内容存档于2021-01-29）.
94. ↑  Colás, Braly (2022), p. 3, Entry 1
95. ↑  Johnston, Joe (director); Michele Cavin (writer). . . 第2季. 第15A集. March 27, 2021. Disney Channel.
96. 1 2 3  Johnston, Joe (director); Adam Colás (writer). . . 第2季. 第16B集. April 3, 2021. Disney Channel.
97. 1 2 3 4 5 6 7  Strickland, Jenn (director); Jeneva Mie (writer). . . 第3季. 第7B集. November 13, 2021. Disney Channel.
98. ↑  . Behind the Voice Actors.   [January 21, 2021]. （原始内容存档于2023-04-13）.
99. 1 2 3  Johnston, Joe (director); Michele Cavin (writer). . . 第2季. 第7B集. August 22, 2020. Disney Channel.
100. 1 2 3 4 5  Cole, Roxann (director); Todd McClintock (writer). . . 第3季. 第14B集. April 16, 2022. Disney Channel.
101. ↑  . Behind the Voice Actors.   [November 19, 2020]. （原始内容存档于2022-10-21）.
102. ↑  Kim, Derek Kirk (director); Jenava Mie (writer). . . 第1季. 第5A集. June 24, 2019. Disney Channel.
103. 1 2  Kim, Derek Kirk (director); Matt Braly and Jack Ferraiolo (writer). . . 第1季. 第19A集. July 17, 2019. Disney Channel.
104. 1 2 3  Johnston, Joe (director); Jeneva Mie (writer). . . 第2季. 第18A集. April 17, 2021. Disney Channel.
105. 1 2  . Behind the Voice Actors.   [April 20, 2021]. （原始内容存档于2023-04-18）.
106. ↑  . Behind the Voice Actors.   [November 19, 2020]. （原始内容存档于2022-10-22）.
107. ↑  Kim, Derek Kirk (director); Gloria Shen (writer). . . 第1季. 第5B集. June 24, 2019. Disney Channel.
108. 1 2 3 4 5  Spears, Kyler (director); Gloria Shen (writer). . . 第2季. 第16A集. April 3, 2021. Disney Channel.
109. ↑  . Behind the Voice Actors.   [November 19, 2020]. （原始内容存档于2023-04-18）.
110. ↑  . Behind the Voice Actors.   [November 21, 2020]. （原始内容存档于2023-04-18）.
111. ↑  . Behind the Voice Actors.   [November 19, 2020]. （原始内容存档于2022-10-23）.
112. 1 2  Youn, Bert (director); Adam Colás (writer). . . 第1季. 第15B集. July 10, 2019. Disney Channel.
113. 1 2 3  Spears, Kyler (director); Gloria Shen (writer). . . 第2季. 第5A集. August 8, 2020. Disney Channel.
114. ↑  . Behind the Voice Actors.   [November 19, 2020]. （原始内容存档于2023-04-18）.
115. 1 2  Youn, Bert (director); Jenava Mie (writer). . . 第1季. 第14B集. July 9, 2019. Disney Channel.
116. ↑  . Behind the Voice Actors.   [November 19, 2020]. （原始内容存档于2022-10-21）.
117. ↑  . Behind the Voice Actors.   [November 20, 2020]. （原始内容存档于2023-04-18）.
118. ↑  . Behind the Voice Actors.   [November 19, 2020]. （原始内容存档于2022-10-21）.
119. 1 2 3 4  Johnston, Joe and Jenn Strickland (director); Michele Cavin and Todd McClintock (writer). . . 第2季. 第11集. October 17, 2020. Disney Channel.
120. ↑  . Behind the Voice Actors.   [November 19, 2020]. （原始内容存档于2022-10-21）.
121. ↑  . Behind the Voice Actors.   [November 19, 2020]. （原始内容存档于2022-10-21）.
122. ↑  . Behind the Voice Actors.   [November 19, 2020]. （原始内容存档于2022-10-22）.
123. ↑  . Behind the Voice Actors.   [November 20, 2020]. （原始内容存档于2022-10-21）.
124. ↑  . Behind the Voice Actors.   [November 19, 2020]. （原始内容存档于2022-10-21）.
125. ↑  . Behind the Voice Actors.   [November 20, 2020]. （原始内容存档于2022-10-21）.
126. 1 2  . Behind the Voice Actors.   [November 20, 2020]. （原始内容存档于2022-10-21）.
127. ↑  . Behind the Voice Actors.   [November 20, 2020]. （原始内容存档于2023-04-17）.
128. 1 2 3 4  Youn, Bert (director); Michele Cavin (writer). . . 第1季. 第18A集. July 16, 2019. Disney Channel.
129. ↑  . Behind the Voice Actors.   [November 23, 2020]. （原始内容存档于2023-04-18）.
130. ↑  . Behind the Voice Actors.   [November 23, 2020]. （原始内容存档于2023-04-18）.
131. ↑  . Behind the Voice Actors.   [November 23, 2020]. （原始内容存档于2023-04-18）.
132. ↑  Disney TVA. . Instagram. November 4, 2020  [November 24, 2020]. （原始内容存档于2023-04-13）.
133. ↑  Johnston, Joe (director); Todd McClintock (writer). . . 第2季. 第1B集. July 11, 2020. Disney Channel.
134. ↑  . Behind the Voice Actors.   [November 20, 2020]. （原始内容存档于2023-04-18）.
135. ↑  . Behind the Voice Actors.   [November 20, 2020]. （原始内容存档于2023-04-18）.
136. ↑  . Behind the Voice Actors.   [November 20, 2020]. （原始内容存档于2023-04-18）.
137. ↑  . Behind the Voice Actors.   [November 20, 2020]. （原始内容存档于2023-04-18）.
138. 1 2 3  Johnston, Joe (director); Todd McClintock (writer). . . 第3季. 第16A集. April 30, 2022. Disney Channel.
139. ↑  . Behind the Voice Actors.   [January 21, 2021]. （原始内容存档于2023-04-18）.
140. 1 2  King, Jade. . TheGamer. May 17, 2022  [May 17, 2022]. （原始内容存档于2022-05-17）.
141. 1 2  . Behind the Voice Actors.   [November 20, 2020]. （原始内容存档于2023-04-18）.
142. ↑  . May 21, 2021  [2022-02-22]. （原始内容存档于2022-05-31）.
143. ↑  . Behind the Voice Actors.   [November 20, 2020]. （原始内容存档于2023-04-18）.
144. ↑  . Behind the Voice Actors.   [November 20, 2020]. （原始内容存档于2022-11-07）.
145. ↑  . Behind the Voice Actors.   [November 20, 2020]. （原始内容存档于2022-11-07）.
146. ↑  . Behind the Voice Actors.   [November 20, 2020]. （原始内容存档于2023-04-18）.
147. ↑  . Behind the Voice Actors.   [November 20, 2020]. （原始内容存档于2023-04-18）.
148. ↑  . Behind the Voice Actors.   [November 20, 2020]. （原始内容存档于2023-04-17）.
149. 1 2 3 4  Johnston, Joe (director); Jeneva Mie (writer). . . 第3季. 第14A集. April 16, 2022. Disney Channel.
150. 1 2 3 4 5  Strickland, Jenn (director); Gloria Shen (writer). . . 第3季. 第15A集. April 23, 2022. Disney Channel.
151. ↑  . Behind the Voice Actors.   [November 24, 2020]. （原始内容存档于2022-10-25）.
152. ↑  . Behind the Voice Actors.   [November 24, 2020]. （原始内容存档于2023-04-18）.
153. ↑  . Behind the Voice Actors.   [November 24, 2020]. （原始内容存档于2023-04-18）.
154. ↑  . Behind the Voice Actors.   [November 24, 2020]. （原始内容存档于2023-04-18）.
155. ↑  . Behind the Voice Actors.   [November 24, 2020]. （原始内容存档于2022-10-25）.
156. ↑  . Behind the Voice Actors.   [November 24, 2020]. （原始内容存档于2022-10-25）.
157. ↑  . Behind the Voice Actors.   [November 24, 2020]. （原始内容存档于2023-04-18）.
158. 1 2 3  Strickland, Jenn (director); Jenava Mie (writer). . . 第2季. 第5B集. August 8, 2020. Disney Channel.
159. ↑  .   [2022-02-18]. （原始内容存档于2023-04-13）.
160. 1 2 3  Schneider, Michael. . July 6, 2020  [2022-02-22]. （原始内容存档于2022-07-05）.
161. ↑  . Behind the Voice Actors.   [November 24, 2020]. （原始内容存档于2022-10-26）.
162. ↑  . Behind the Voice Actors.   [November 24, 2020]. （原始内容存档于2022-10-26）.
163. ↑  . Behind the Voice Actors.   [November 24, 2020]. （原始内容存档于2022-10-28）.
164. ↑  . Behind the Voice Actors.   [November 24, 2020]. （原始内容存档于2022-10-28）.
165. 1 2  Cole, Roxann (director); Gloria Shen (writer). . . 第3季. 第12B集. April 2, 2022. Disney Channel.
166. ↑  Johnston, Joe (director); Michele Cavin (writer). . . 第3季. 第13A集. April 9, 2022. Disney Channel.
167. 1 2  . Behind the Voice Actors.   [November 21, 2020]. （原始内容存档于2022-10-28）.
168. ↑  Cole, Roxann & Kyler Spears (director); Gloria Shen (writer). . . 第3季. 第2A集. October 9, 2021. Disney Channel.
169. ↑  Johnston, Joe (director); Adam Colás (writer). . . 第3季. 第4A集. October 23, 2021. Disney Channel.
170. 1 2 3  Johnston, Joe (director); Todd McClintock (writer). . . 第3季. 第8B集. November 20, 2021. Disney Channel.
171. ↑  .   [2022-02-18]. （原始内容存档于2022-05-31）.
172. 1 2  Cole, Roxann & Kyler Spears (director); Adam Colás (writer). . . 第3季. 第6A集. November 6, 2021. Disney Channel.
173. ↑  Colás, Braly (2022), p. 145, Entry 105
174. ↑  Colás, Braly (2022), p. 147, Entry 106
175. ↑  Cole, Roxann (director); Michele Cavin (writer). . . 第3季. 第15B集. April 23, 2022. Disney Channel.
176. ↑  . Behind the Voice Actors.   [November 23, 2020]. （原始内容存档于2022-10-28）.
177. ↑  . Behind the Voice Actors.   [November 23, 2020]. （原始内容存档于2022-10-28）.
178. ↑  . Behind the Voice Actors.   [November 23, 2020]. （原始内容存档于2023-04-18）.
179. ↑  . Behind the Voice Actors.   [November 23, 2020].[]
180. ↑  . Behind the Voice Actors.   [November 23, 2020]. （原始内容存档于2022-10-28）.
181. ↑  . Behind the Voice Actors.   [November 23, 2020]. （原始内容存档于2022-10-28）.
182. ↑  . Behind the Voice Actors.   [November 23, 2020]. （原始内容存档于2022-10-28）.
183. ↑  . Behind the Voice Actors.   [November 23, 2020]. （原始内容存档于2022-10-28）.
184. ↑  Kim, Derek Kirk (director); Adam Colás (writer). . . 第1季. 第18B集. July 16, 2019. Disney Channel.
185. ↑  . Behind the Voice Actors.   [November 23, 2020]. （原始内容存档于2022-10-28）.
186. ↑  . Behind the Voice Actors.   [November 23, 2020]. （原始内容存档于2022-10-28）.

### 來源
- Colás, Adam; Braly, Matthew. . Illustrated by Catharina Sukiman. 加利福尼亞州馬麗娜德爾雷伊: Disney Manga. December 13, 2022. ISBN 978-1-4278-7152-7. OCLC 1316775308 （英语）.